# Flachwagen

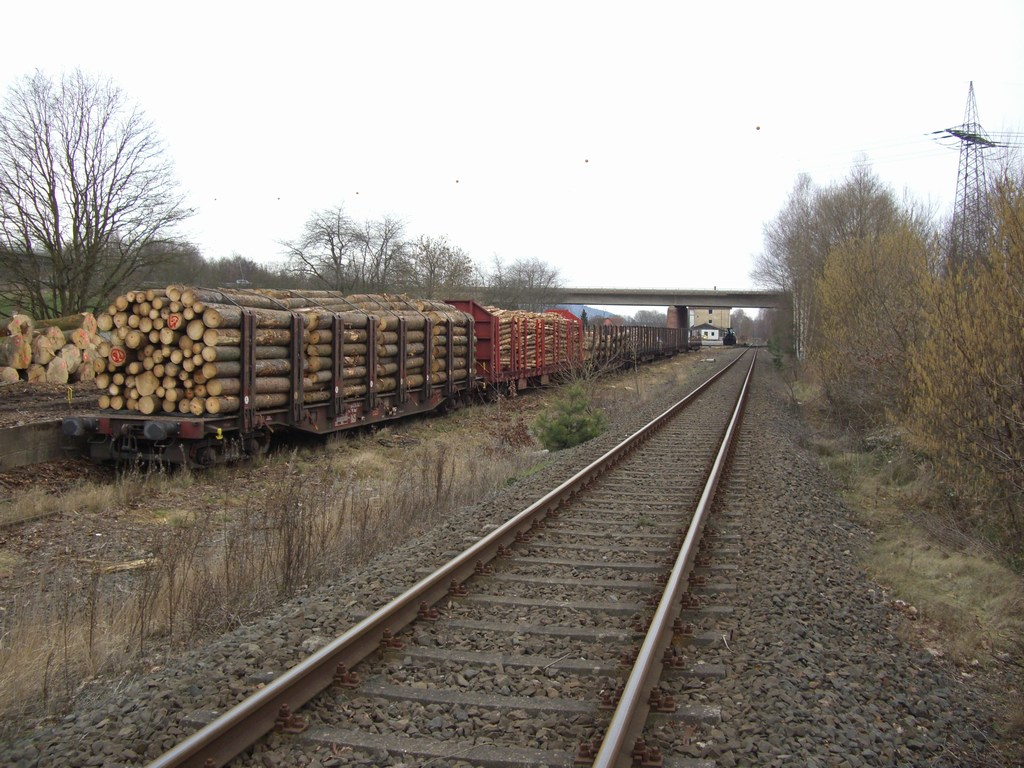
Flachwagen zum Holztransport der Gattung Snps^{719} (vorn) und der Gattung Roos-t^{642} (dahinter)

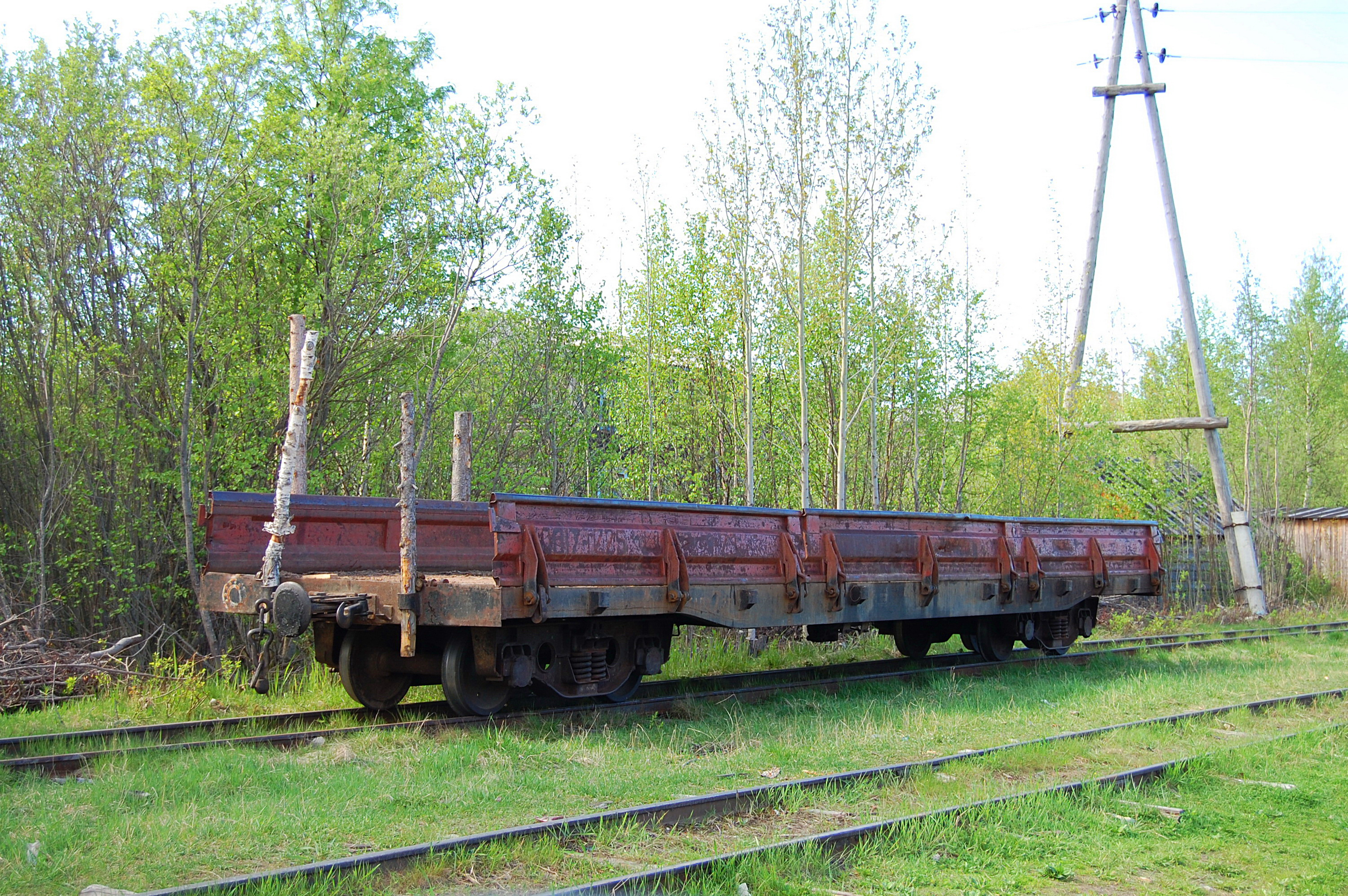
Schmalspur-Flachwagen 750 mm

Flachwagen sind Güterwagen, die einen (zum Autotransport auch zwei) meist durchgehenden, flachen Boden und keine oder höchstens niedrige, nach oben offene Aufbauten besitzen. Im Gegensatz dazu haben offene Güterwagen hohe Bordwände und gedeckte Güterwagen ein festes Dach. Flachwagen sind für den Transport von nicht witterungsempfindlichen Gütern gedacht. Einige Flachwagen sind durch Planen oder Hauben vollständig abdeckbar und daher auch für den Transport witterungsempfindlicher Güter geeignet. Im Unterschied zu den Wagen mit öffnungsfähigem Dach ist bei ihnen die Ladefläche nach dem Öffnen des Verdecks hindernisfrei zugänglich.
Flachwagen bilden eine große Gruppe von Eisenbahngüterwagen und machten bei der Deutschen Bahn (DB) 1998 über 40 % aller Güterwagen aus, wobei es sich überwiegend um Flachwagen mit Drehgestellen handelte.
Typische Transportgüter sind: Fahrzeuge, Container, Maschinen, Großröhren, Profile, Drahtrollen, Stahlmatten, Stahl-Halbzeuge (Brammen, Coils, Rohre, Barren, Platten), Schienen, Schwellen und komplette Gleisjoche. Auf Flachwagen mit Seitenborden werden auch Schotter, Sand und andere Schüttgüter verladen.

## Internationale Einteilung
Flachwagen werden durch den Internationalen Eisenbahnverband (UIC) eingeteilt in:
- Güterwagen der Regelbauart, mit den Gattungsbuchstaben „K“, „O“ und „R“ gekennzeichnet
- Güterwagen der Sonderbauart, mit den Gattungsbuchstaben „L“ und „S“ gekennzeichnet

Die Regelbauarten unterscheiden sich von den Sonderbauarten vor allem dadurch, dass bei ihnen immer ein ebener, befahrbarer Wagenboden vorhanden ist; bei den Sonderbauarten muss das nicht so sein. Innerhalb der Regel- und Sonderbauarten wird jeweils zwischen Wagen mit Einzelradsätzen und solchen mit Drehgestellen unterschieden.
Daneben gibt es eine Vielzahl anderer Begriffe, die Flachwagen nach ihrem Einsatzzweck einteilen, aber keine ausreichend scharfe Abgrenzung zulassen.

### Einheitsgüterwagen des Internationalen Eisenbahnverbands (UIC)
Die Bemühungen des Internationalen Eisenbahnverbands zur Standardisierung der Flachwagen reichen bis in die 1950er Jahre zurück. Diese Bemühungen führten nach Festlegung der Merkmale und Eigenschaften von Flachwagen zu den Einheitsgüterwagen. Vereinheitlichte Flachwagen sind zu finden in den UIC-Merkblättern:
- UIC 571-1 – Einheitsgüterwagen – Güterwagen der Regelbauart mit zwei Radsätzen,
- UIC 571-2 – Einheitsgüterwagen – Drehgestellgüterwagen der Regelbauart,
- UIC 571-3 – Einheitsgüterwagen – Güterwagen der Sonderbauart
- UIC 571-4 – Einheitsgüterwagen – Güterwagen des kombinierten Verkehrs

Die Umsetzung dieser Richtlinien ist für die Mitglieder der UIC teils verbindlich, teils freiwillig. Seit Ende 1977 werden Flachwagen, die diesen Richtlinien teilweise entsprechen, mit der Anschrift „UIC“ gekennzeichnet. Flachwagen, die vollständig den Merkblättern entsprechen, somit UIC-Standardwagen sind, erhalten die Anschrift „UIC St“.

### K: Flachwagen in Regelbauart mit zwei Radsätzen
Die Güterwagen der Gattung K bildeten ursprünglich eine der größten Gruppe von Güterwagen der DB, bedingt durch die vielen darin eingeordneten Rungenwagen älterer Bauart. Die meisten ihrer Einsatzgebiete wurden später von Flachwagen der Sonderbauarten übernommen. Bei der DB waren 1998 nur noch rund 10.000 Exemplare vorhanden.
Die meisten seit den 1950er Jahren gebauten zweiachsigen Flachwagen der Regelbauart orientieren sich an dem mit klappbaren Borden und kurzen Schwenkrungen ausgestatteten UIC-Standardwagen der Bauart 1, zumindest in Deutschland jedoch mit einem Achsstand von nur 8 m.
|                   | UIC 571-1: Güterwagen mit zwei Radsätzen | UIC 571-1: Güterwagen mit zwei Radsätzen | UIC 571-1: Güterwagen mit zwei Radsätzen | UIC 571-1: Güterwagen mit zwei Radsätzen |
| Bauart            | Bauart 1                                 | Bauart 2                                 | Bauart 3A                                | Bauart 3B                                |
| Gattung           | Ks                                       | Kns/Kjns                                 | Kins/Kijns                               | Kilns/Kijlns                             |
| ----------------- | ---------------------------------------- | ---------------------------------------- | ---------------------------------------- | ---------------------------------------- |
| Achsstand         | 9,0 m                                    | 10,0 m                                   | 10,0 m                                   | 10,0 m                                   |
| Länge über Puffer | 13,86 m                                  | 16,55 m                                  | 16,55 m                                  | 16,55 m                                  |
| Ladelänge, mind.  | 12,5 m                                   | 14,5/15,1 m                              | 14,5/15,1 m                              | 14,5/15,1 m                              |
| Ladefläche, etwa  | 35 m²                                    | 41,3/43,0 m²                             | 41,3/43,0 m²                             | 41,3/43,0 m²                             |
| Eigenmasse, max.  | 13,5 t                                   | 16,0 t                                   | 17,5 t                                   | 17,5 t                                   |

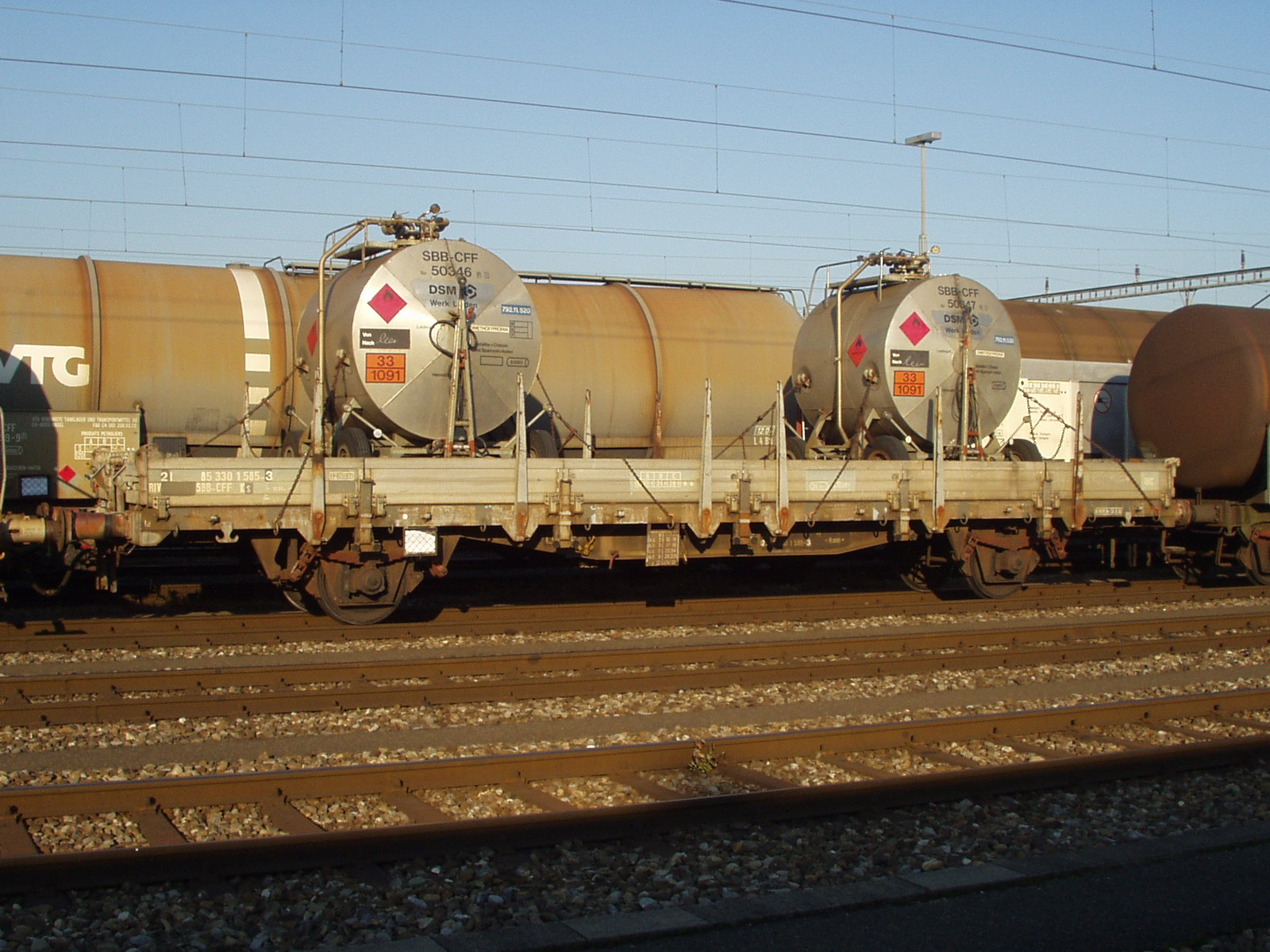
Flachwagen der Gattung Ks mit Standardmaßen und Schwenkrungen, beladen mit Swisscontainern

In den letzten Jahren wurden wieder neue K-Wagen entwickelt. Diese haben feste Stirnwände sowie ein Planenverdeck und sind dadurch auch für nässeempfindliche Güter geeignet. Deren Bezeichnung Kils enthält die unterstehenden Kennbuchstaben.
Neben den allgemeinüblichen Längen- und Gewichtskennbuchstaben (k, kk, n, m und mm) finden sich bei der Bauart K folgende Bezeichnungen:
- b – mit langen (Seiten-)Rungen (in der Regel als Steckrungen ausgeführt)
- i – mit festen Stirnwänden und beweglichen Abdeckungen (Planenwagen) und
- l – ohne Rungen.
- p – ohne Seitenborde (entfällt bei i)

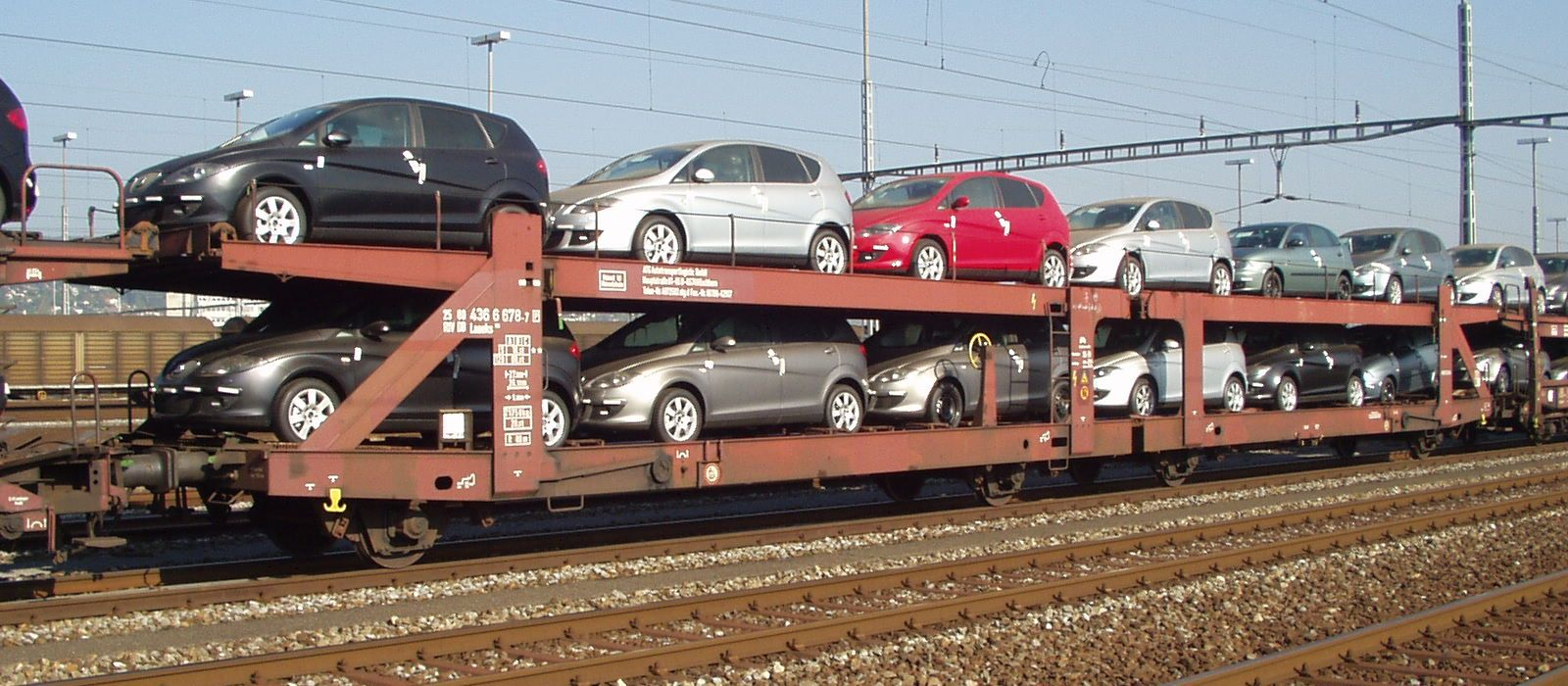
Doppelstöckiger Autotransportwagen der Gattung Laaeks

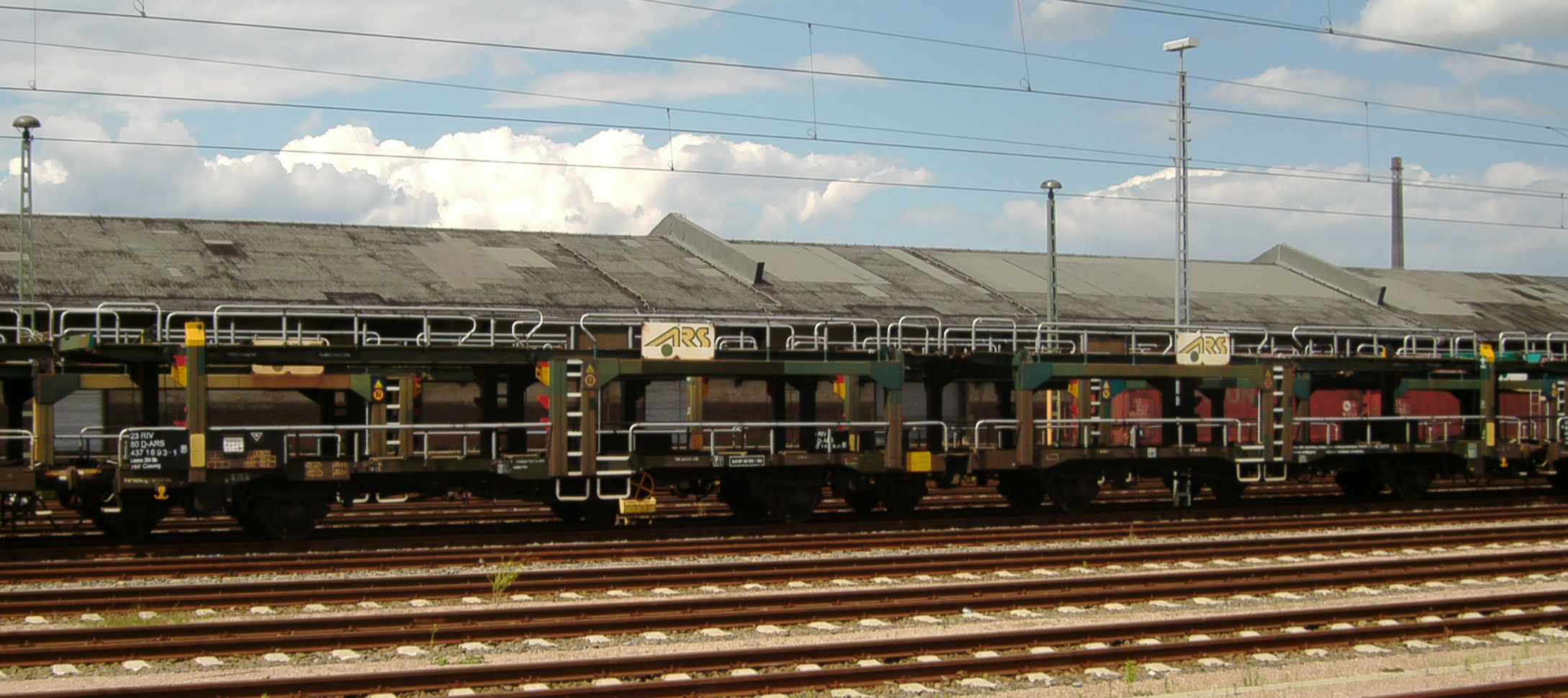
Doppelstock-Flachwagen für die Kfz-Beförderung der ARS

### L: Flachwagen in Sonderbauart mit Einzelradsätzen
Hier finden sich heute
- drei- und vierachsige Autotransportwagen (s. u.) mit einer oder zwei Ladeebenen
- zweiachsige Containertragwagen

Nur noch von historischer Bedeutung dagegen sind Behälter-Tragwagen (s. u.) und Drehschemelwagen (s. u.). L-Wagen haben in der Regel keine Rungen.
Die wichtigsten Kennbuchstaben zur grundsätzlichen Unterscheidung der aktuellen Bauarten sind:
- a – Gelenkwagen mit 3 Radsätzen
- aa – Doppelwagen mit 4 Radsätzen
- d – für Kraftfahrzeuge in einer Ladeebene
- e – für Kraftfahrzeuge in zwei Ladeebenen (Doppelstockwagen)
- g – für den Transport von Containern eingerichtet (Containertragwagen)

Der UIC hat insgesamt drei L-Wagen-Typen genormt, wobei der Lgss-Wagen eng an den Ks-Wagen (s. o.) angelehnt ist:
|                   | UIC 571-3: Güterwagen der Sonderbauart   | UIC 571-3: Güterwagen der Sonderbauart   | UIC 571-4: Güterwagen für den kombinierten Verkehr |
| Wagenart          | Doppelstockwagen für die Kfz-Beförderung | Doppelstockwagen für die Kfz-Beförderung | Containertragwagen                                 |
| Bauart            | Bauart 1 − Doppelwagen                   | Bauart 2 − Gelenkwagen                   | Bauart 5                                           |
| Gattung           | Laaes                                    | Laes                                     | Lgss                                               |
| ----------------- | ---------------------------------------- | ---------------------------------------- | -------------------------------------------------- |
| Achsstand         | 2 × 9,0 m                                | 2 × 10,4 m                               | 9,0 m                                              |
| Länge über Puffer | 27,0 m                                   | 27,0 m                                   | 13,86 m                                            |
| Ladelänge, mind.  | 26,5 m + 26,1 m                          | 26,5 m + 26,1 m                          | 12,52 m                                            |
| Eigenmasse, max.  | 30,0 t                                   | 27,0 t                                   | 12,0 t                                             |

### O: Gemischte Offen-Flachwagen
Die Gruppe der gemischten Offen-Flachwagen in Regelbauart hat klappbare Wände, Rungen und
zwei oder drei Radsätze.
Die wichtigsten Kennbuchstaben sind:
- a – mit 3 Radsätzen
- k – Lastgrenze kleiner als 20 t
- kk – Lastgrenze 20 bis 25 t
- l – ohne Rungen
- m – Nutzlänge 9 bis 12 m
- mm – Nutzlänge unter 9 m
- n – mit 2 Radsätzen: Lastgrenze mehr als 30 t, mit 3 Radsätzen: Lastgrenze mehr als 40 t

Der UIC-Standardwagen entspricht in den Abmessungen weitgehend dem wesentlich häufigeren Ks-Wagen (s. o):
|                   | UIC 571-1: Güterwagen mit zwei Radsätzen |
| Wagenart          | Offener/Flach-Mehrzweckwagen             |
| Gattung           | Os                                       |
| ----------------- | ---------------------------------------- |
| Achsstand         | 8,0 m                                    |
| Länge über Puffer | 13,86 m                                  |
| Ladelänge, mind.  | 12,61 m                                  |
| Ladefläche, etwa  | 36 m²                                    |
| Laderaum, etwa    | 29 m³                                    |
| Eigenmasse, max.  | 14,0 t                                   |

### R: Flachwagen in Regelbauart mit Drehgestellen

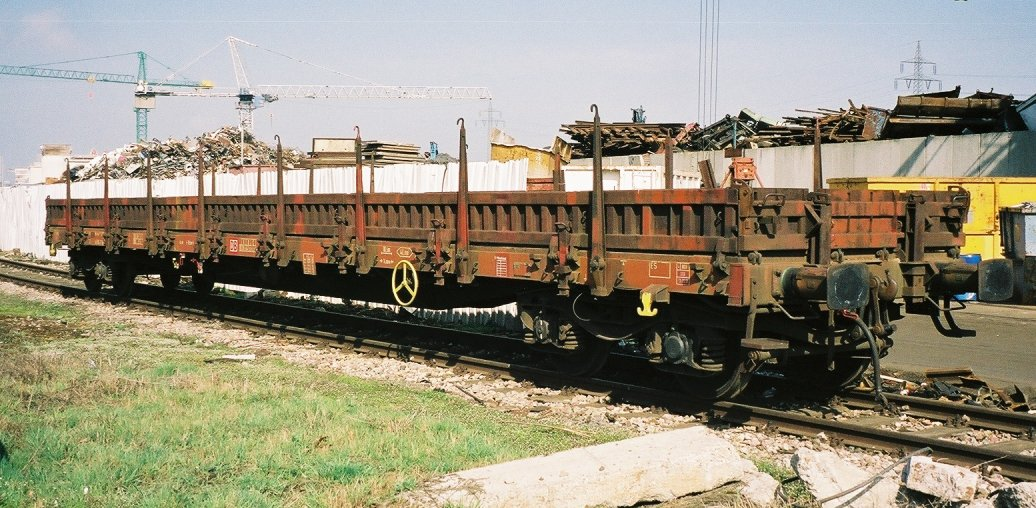
Flachwagen der Gattung Res mit Borden entsprechend UIC-Bauart 1

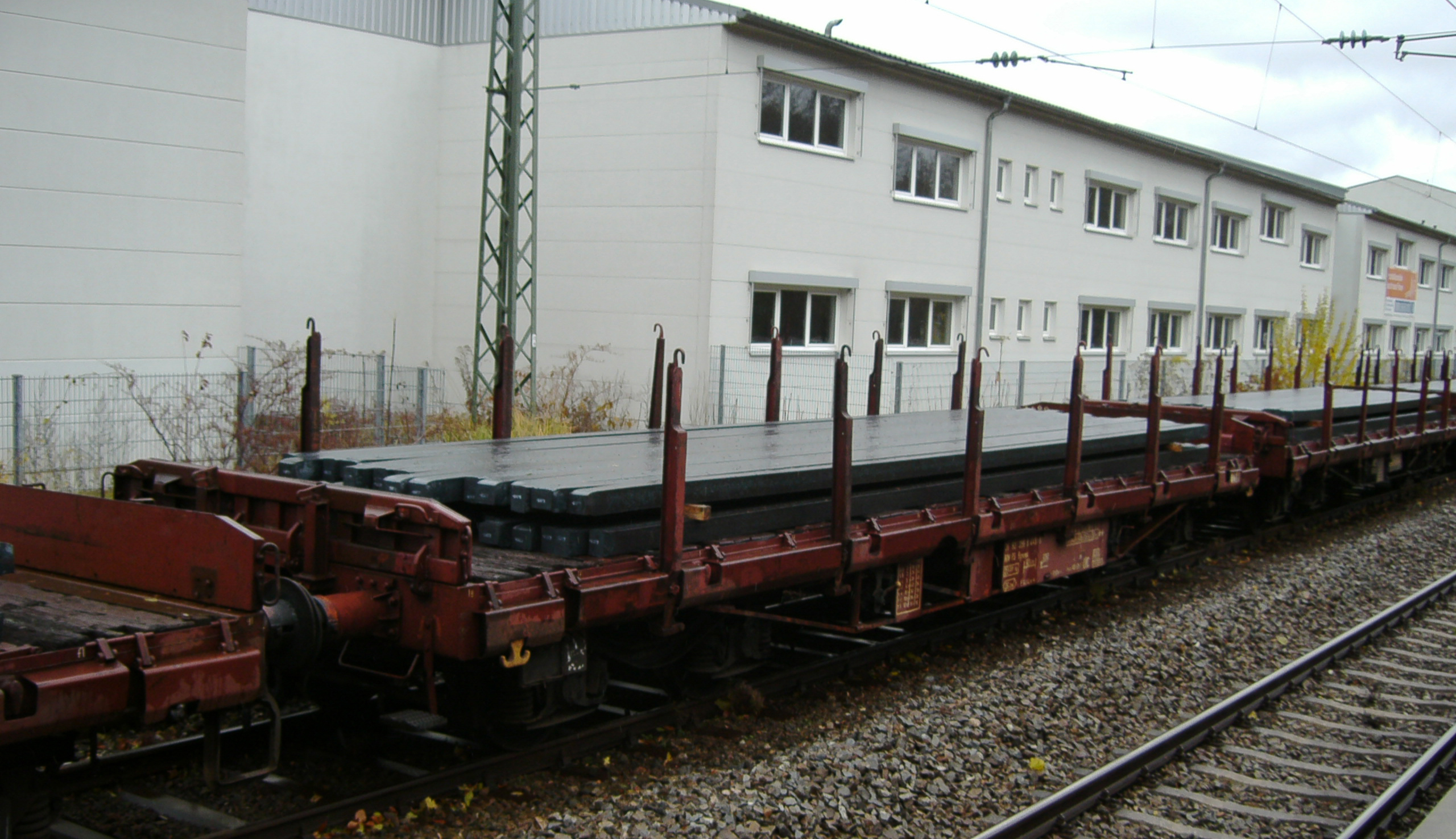
Kurzer Flachwagen der Gattung Rgmms entsprechend UIC-Bauart 2, auch für Containertransport geeignet

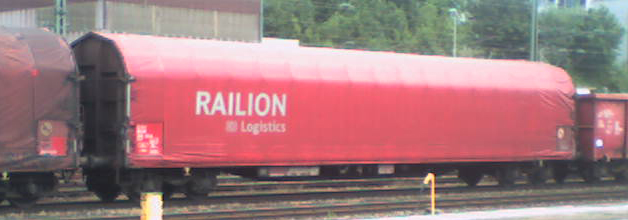
Flachwagen der Gattung Rilns^{654} mit Planenhaube ohne Rungen

Die stets vierachsigen Drehgestellwagen der Gattung R sind mit einem festen, ebenen Boden, meist aus Holz, und, sofern es nicht durch Kennbuchstaben anders angegeben ist, mit Rungen und Stirnborden ausgestattet. Die meisten Typen haben kurze, abnehmbare Schwenkrungen. Sie eignen sich insbesondere zum Transport von langen Stahlelementen, Baumaterial, Maschinen und großen Kraftfahrzeugen. In den 1990er Jahren kaufte die Deutsche Bahn speziell für den zunehmenden Holztransport R-Wagen mit belastbaren, langen Leichtmetallrungen und hohen Stirnwänden. Insgesamt hatte die DB 1998 etwa 17.000 R-Wagen im Einsatz.
Die wichtigsten Kennbuchstaben zur grundsätzlichen Unterscheidung der Bauarten sind:
- e – mit klappbaren Seitenborden
- g – für den Transport von Containern eingerichtet (Containertragwagen)
- h – mit Ladegestellen für den Transport liegend verladener Blechrollen (Coils) ausgerüstet
- i – mit festen Stirnwänden und beweglichen Abdeckungen (Planenwagen)
- l – ohne Rungen
- mm – sehr kurze Ladelänge (unter 15 m)
- oo – mit festen Stirnwänden von 2 m Höhe und ohne Abdeckung (Wagen für Holztransport)

Die UIC hat zwei R-Wagen standardisiert, beide sind in Deutschland sehr zahlreich vertreten. Etwa Mitte der 1970er Jahre ging man dazu über, neu gebaute Wagen mit klappbaren Seitenborden auszurüsten.
|                   | UIC 571-2: Drehgestellgüterwagen vierachsig | UIC 571-2: Drehgestellgüterwagen vierachsig |
| Bauart            | Bauart 1                                    | Bauart 2                                    |
| Gattung           | R(e)s                                       | R(e)mms                                     |
| ----------------- | ------------------------------------------- | ------------------------------------------- |
| Drehzapfenabstand | 14,86 m                                     | 9,0 m                                       |
| Länge über Puffer | 19,9 m                                      | 14,04 m                                     |
| Ladelänge, mind.  | 18,5 m                                      | 12,64                                       |
| Ladefläche, etwa  | 51 m²                                       | 35 m²                                       |
| Eigenmasse, max.  | 24,0 t                                      | 22,5 t                                      |

### S: Flachwagen in Sonderbauart mit Drehgestellen

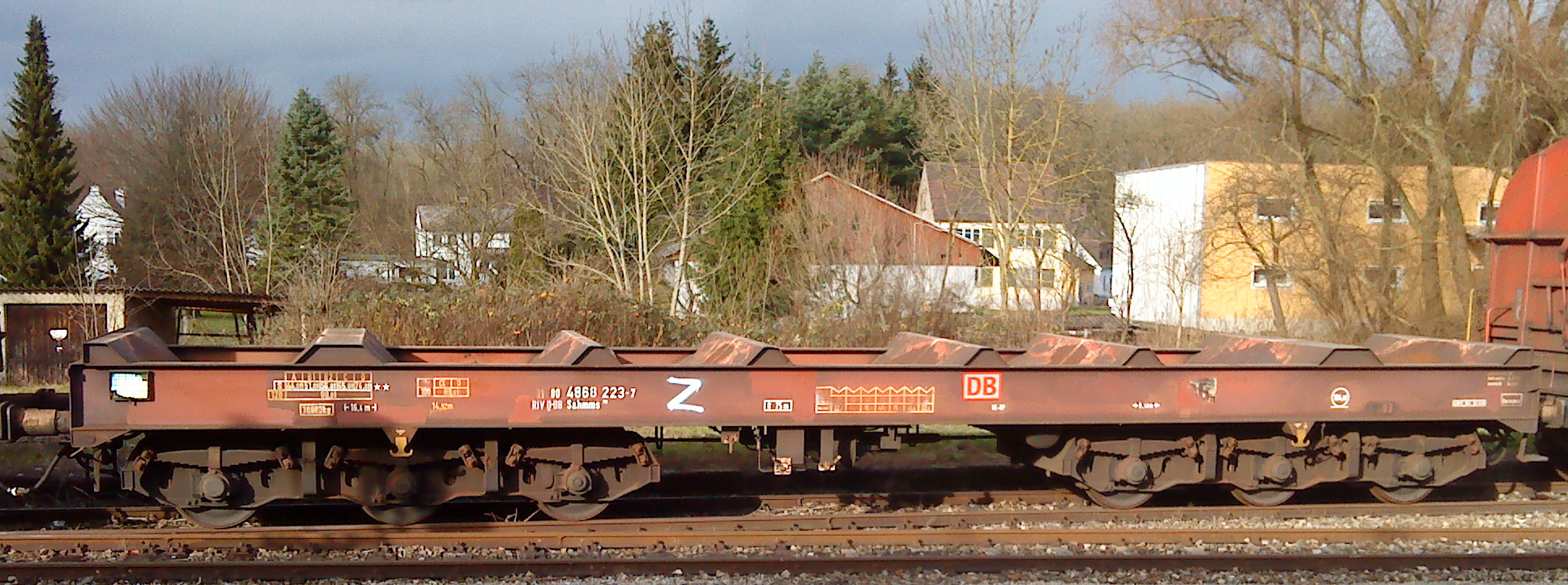
Sechsachsiger Wagen für den Coiltransport (Sahmms^{710} der DB)

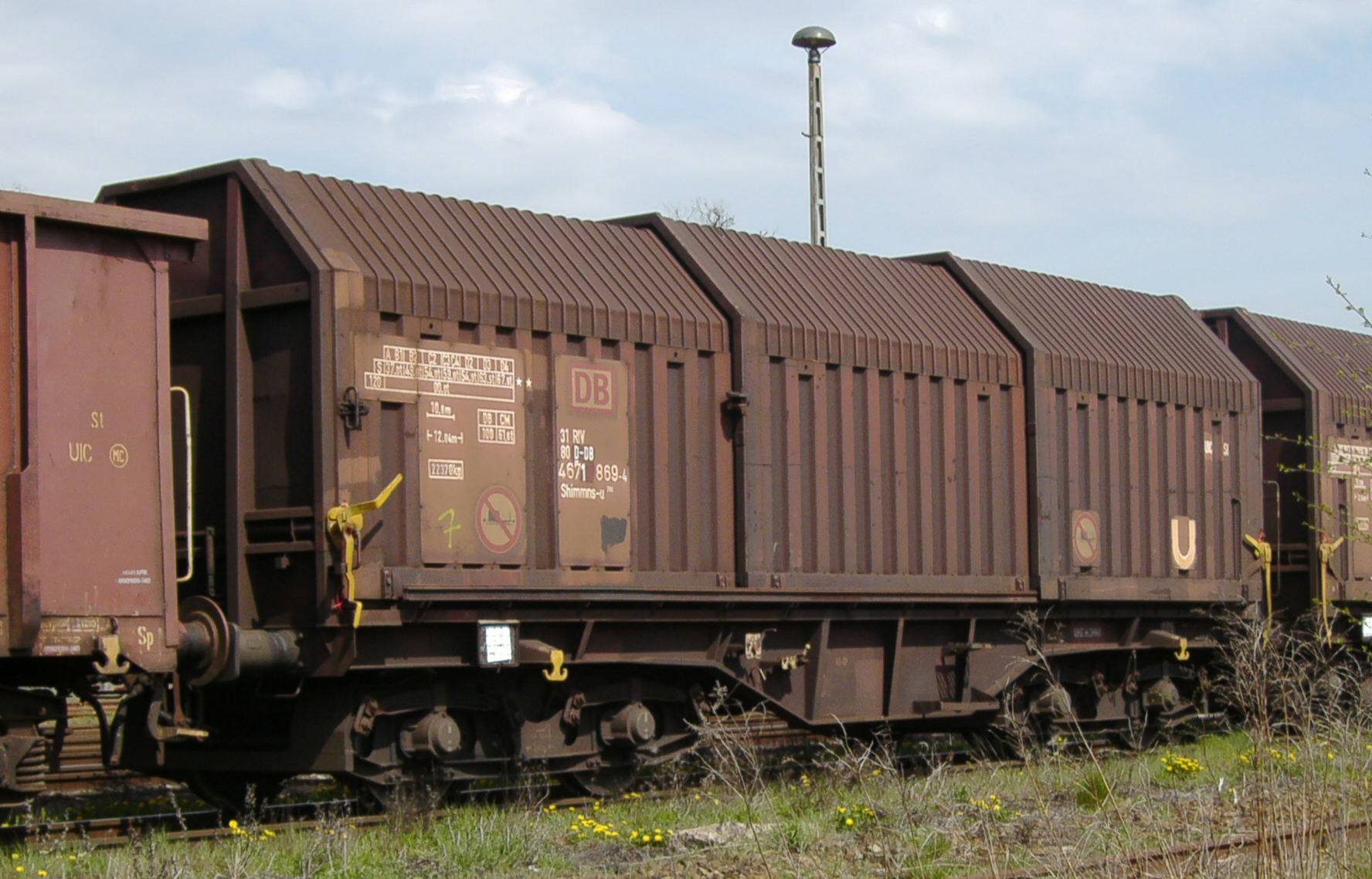
Vierachsiger UIC-Standardwagen für den Coiltransport (Shimmns-u^{708} der DB)

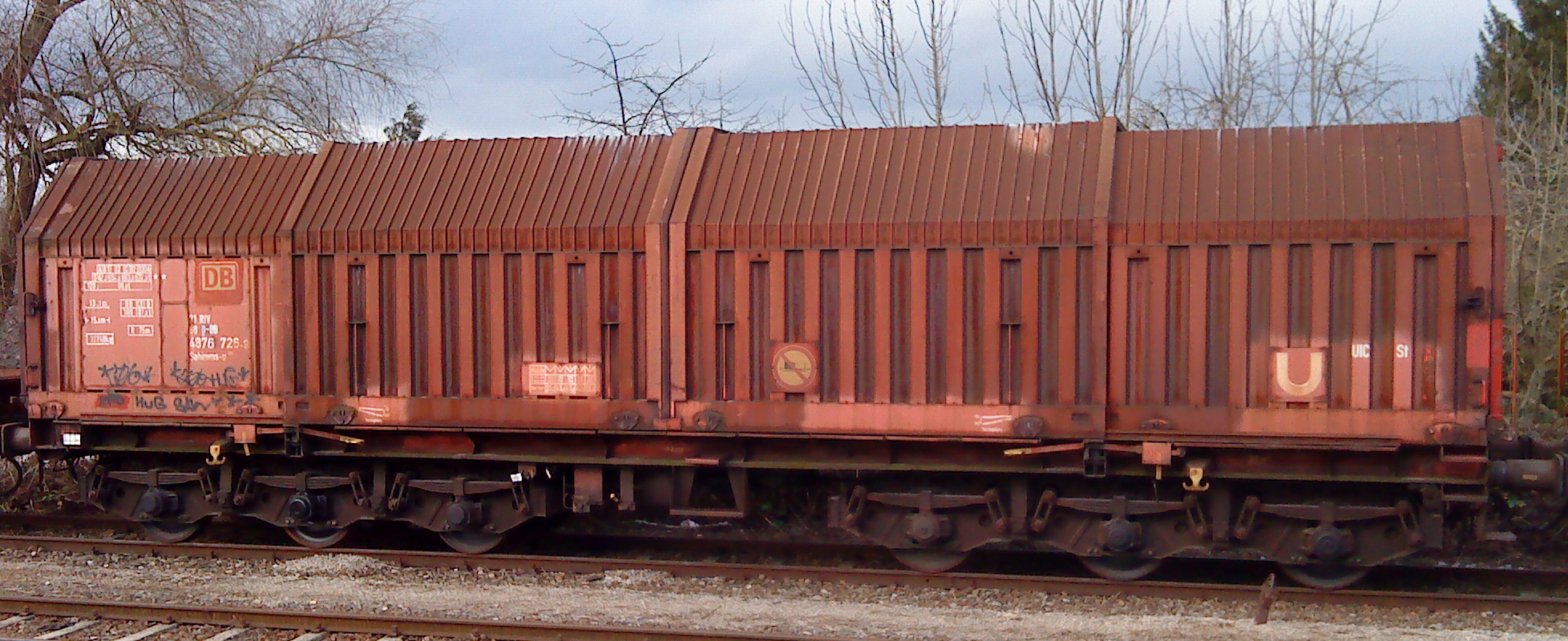
Sechsachsiger UIC-Standardwagen für den Coiltransport (Sahimmns-u^{900} der DB)

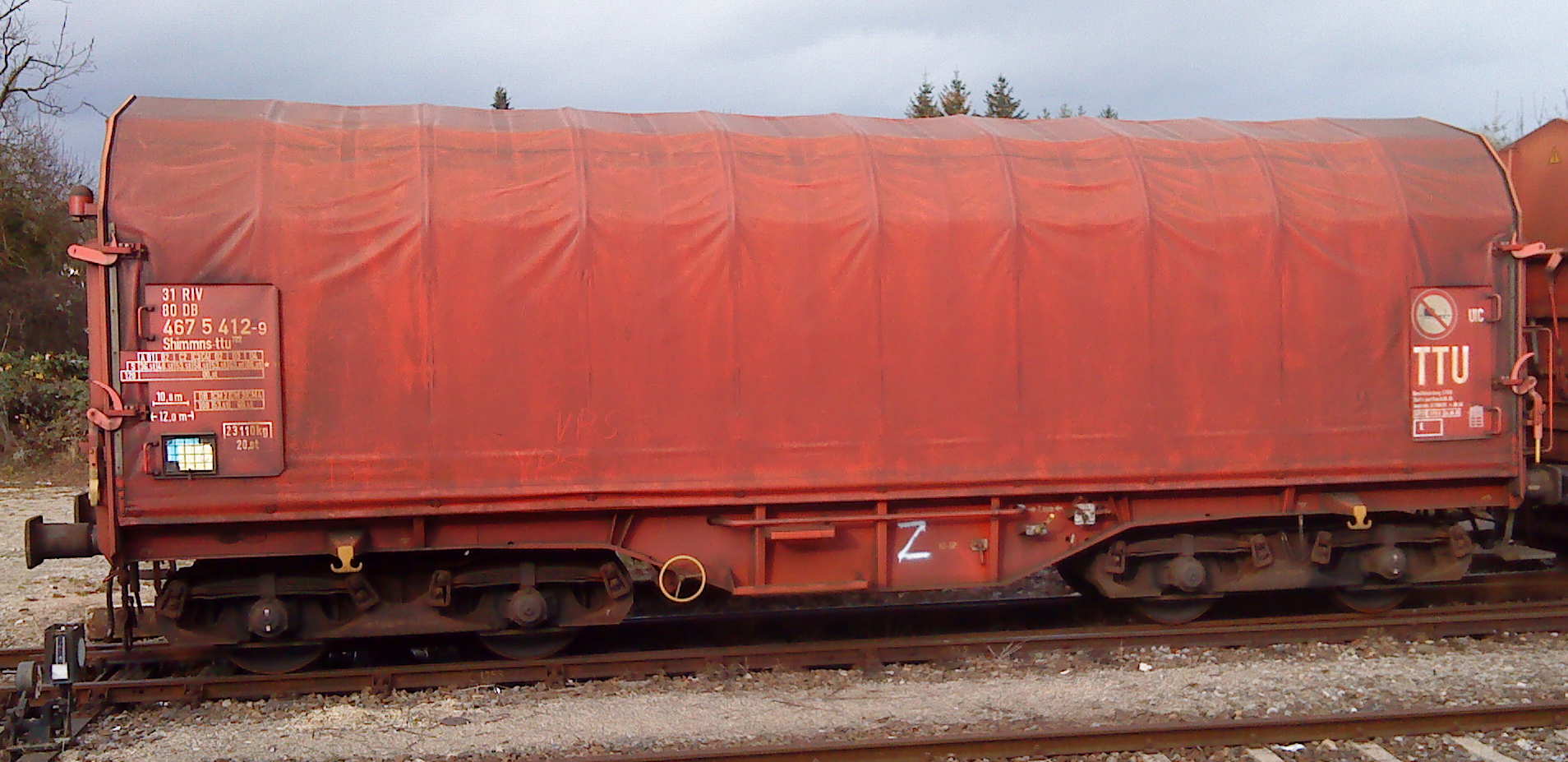
Vierachsiger Wagen für den Coiltransport (Shimmns-ttu^{722} der DB)

Dies ist sowohl nach Anzahl als auch Typenvielfalt die größte Gruppe der Flachwagen. Die Einordnung als Sonderbauart erfolgt entweder wegen des fehlenden befahrbaren Wagenbodens oder aufgrund der Achszahl. Im Gegensatz zu den Wagen der Regelbauart handelt es sich hier überwiegend um für einen bestimmten Einsatzzweck optimierte Fahrzeuge. Die Deutsche Bahn hatte 1998 etwa 22.000 S-Wagen im Bestand.
Die große Vielfalt der Bauarten lässt sich auch an der Zahl der Kennbuchstaben ablesen, von denen hier nur die wichtigsten wiedergegeben werden, die zur grundsätzlichen Unterscheidung der Bauarten erforderlich sind:
- a – mit 6 Radsätzen
- aa – mit 8 oder mehr Radsätzen
- d – für den Transport von Straßenfahrzeugen eingerichtet
- g – für den Transport von Containern eingerichtet (Containertragwagen)
- gg – für den Transport von Containern mit einer Gesamtlänge von über 60' [Fuß] eingerichtet
- h – für den Transport liegend verladener Coils eingerichtet
- i – mit festen Stirnwänden und beweglichen Abdeckungen
- l – ohne Rungen (das Anschreiben dieses Kennbuchstabens ist in bestimmten Kombinationen fakultativ)
- mm – sehr kurze Ladelänge (vierachsig unter 15 m, sonst unter 18 m)
- p – ohne Borde (das Anschreiben dieses Kennbuchstabens ist in bestimmten Kombinationen fakultativ)
- r – Gelenkwagen

#### S-Wagen für schwere Lasten
Diese Wagen sind derart konstruiert, dass die mögliche Zuladung von der Streckenklasse, nicht jedoch vom Wagen selbst limitiert wird. Um die Durchbiegung möglichst geringzuhalten, sind sie relativ kurz und daher überwiegend mit den Kennbuchstaben mm versehen.
Die sechsachsigen Wagen mit befahrbarem Wagenboden der Wagengattung Samm… ähneln den vierachsigen Rmm-Wagen, sind aber aufgrund der Achszahl der Sonderbauart zugeordnet. Bei der Deutschen Bahn sind hier vor allem die „RRym-Wagen“ mit 90 t Ladegewicht im Einsatz.
In wesentlich größerer Zahl stehen für den Transport liegend verladener Coils vier- und sechsachsige Wagen mit Lademulden der Wagengattung S…hmm… zur Verfügung. Zum Teil haben sie feste Stirnwände und bewegliche Abdeckungen in Form von Planen oder Teleskophauben. Der Shimmns708 der DB, der der häufigste deutsche S-Wagen ist, kann bei einem Eigengewicht von etwa 23 t bei Streckenklasse D4 Coils mit einem Gesamtgewicht von etwa 67 t transportieren.
Von der UIC wurden ein vier- und ein sechsachsiger Teleskophaubenwagen für den Coiltransport standardisiert, die in Deutschland seit den 1970er- bzw. 1980er-Jahren anzutreffen sind, inzwischen jedoch meist mit (leichteren) Planen statt der Hauben ausgestattet sind:
|                   | UIC 571-3: Güterwagen der Sonderbauart | UIC 571-3: Güterwagen der Sonderbauart |
| Bauart            | Bauart 1 − vierachsig                  | Bauart 2 − sechsachsig                 |
| Gattung           | Shimms bis 1979: Shis                  | Sahimms bis 1979: Sahis                |
| ----------------- | -------------------------------------- | -------------------------------------- |
| Drehzapfenabstand | 7,0 m                                  | 8,0 m                                  |
| Länge über Puffer | 12,04 m                                | 15,0 m                                 |
| Ladelänge, mind.  | 10,8 m                                 | 13,76                                  |
| Eigenmasse, max.  | 22,0 t                                 | 34,0 t                                 |

#### S-Wagen für den kombinierten Verkehr
Die Wagen für den kombinierten Verkehr weisen spezifische Bauformen und Vorrichtungen zur Aufnahme der verschiedenen Transporteinheiten auf. Die UIC hat mehrere Wagen standardisiert, deren wichtigste Maße die folgende Tabelle wiedergibt.
|                   | UIC 571-4: Güterwagen für den kombinierten Verkehr | UIC 571-4: Güterwagen für den kombinierten Verkehr | UIC 571-4: Güterwagen für den kombinierten Verkehr | UIC 571-4: Güterwagen für den kombinierten Verkehr | UIC 571-4: Güterwagen für den kombinierten Verkehr | UIC 571-4: Güterwagen für den kombinierten Verkehr | UIC 571-4: Güterwagen für den kombinierten Verkehr | UIC 571-4: Güterwagen für den kombinierten Verkehr |
| Wagenart          | Containertragwagen                                 | Containertragwagen                                 | Containertragwagen                                 | Containertragwagen                                 | Containertragwagen                                 | Tragwagen für den Huckepackverkehr                 | Tragwagen für den Huckepackverkehr                 | Tragwagen für den Huckepackverkehr                 |
| Bauart            | Bauart 1 vierachsig, kurz                          | Bauart 1 vierachsig, kurz                          | Bauart 2 vierachsig, lang                          | Bauart 2 vierachsig, lang                          | Bauart 4 sechsachsig                               | Bauart 1 Taschenwagen                              | Bauart 2 Känguruwagen                              | Bauart 3 Wippenwagen                               |
| Gattung           | Sg[kk]mmss                                         | Sgjkkmmss                                          | Sgss                                               | Sgjss                                              | Saggrss                                            | Skss seit 1980: Sdkms                              | Skss                                               | Saass                                              |
| ----------------- | -------------------------------------------------- | -------------------------------------------------- | -------------------------------------------------- | -------------------------------------------------- | -------------------------------------------------- | -------------------------------------------------- | -------------------------------------------------- | -------------------------------------------------- |
| Drehzapfenabstand | 10,75 m                                            | 11,30 m                                            | 14,60 m                                            | 15,80 m                                            | 10,70 m                                            | 11,20 m                                            | 11,00 m                                            | 11,60 m                                            |
| Länge über Puffer | 15,79 m                                            | 16,94 m                                            | 19,64 m                                            | 21,00 m                                            | 27,10 m                                            | 16,44 m                                            | 16,24 m                                            | 31,87 m                                            |
| Ladelänge, mind.  | 14,5 m                                             | 14,6 m                                             | 18,4 m                                             | 18,4 m                                             | 2 × 12,27 m                                        | −                                                  | −                                                  | −                                                  |

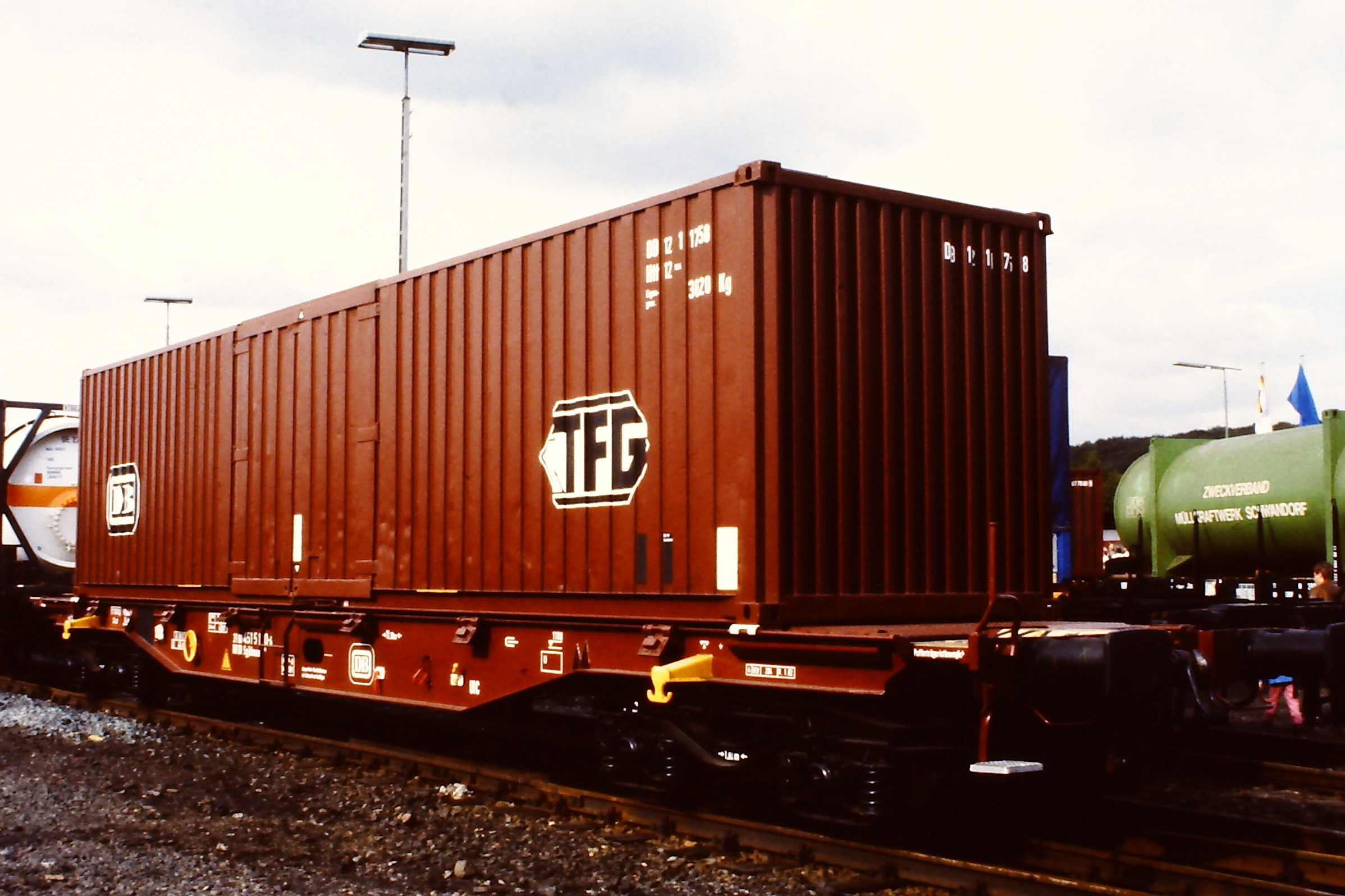
Sgjkkmms
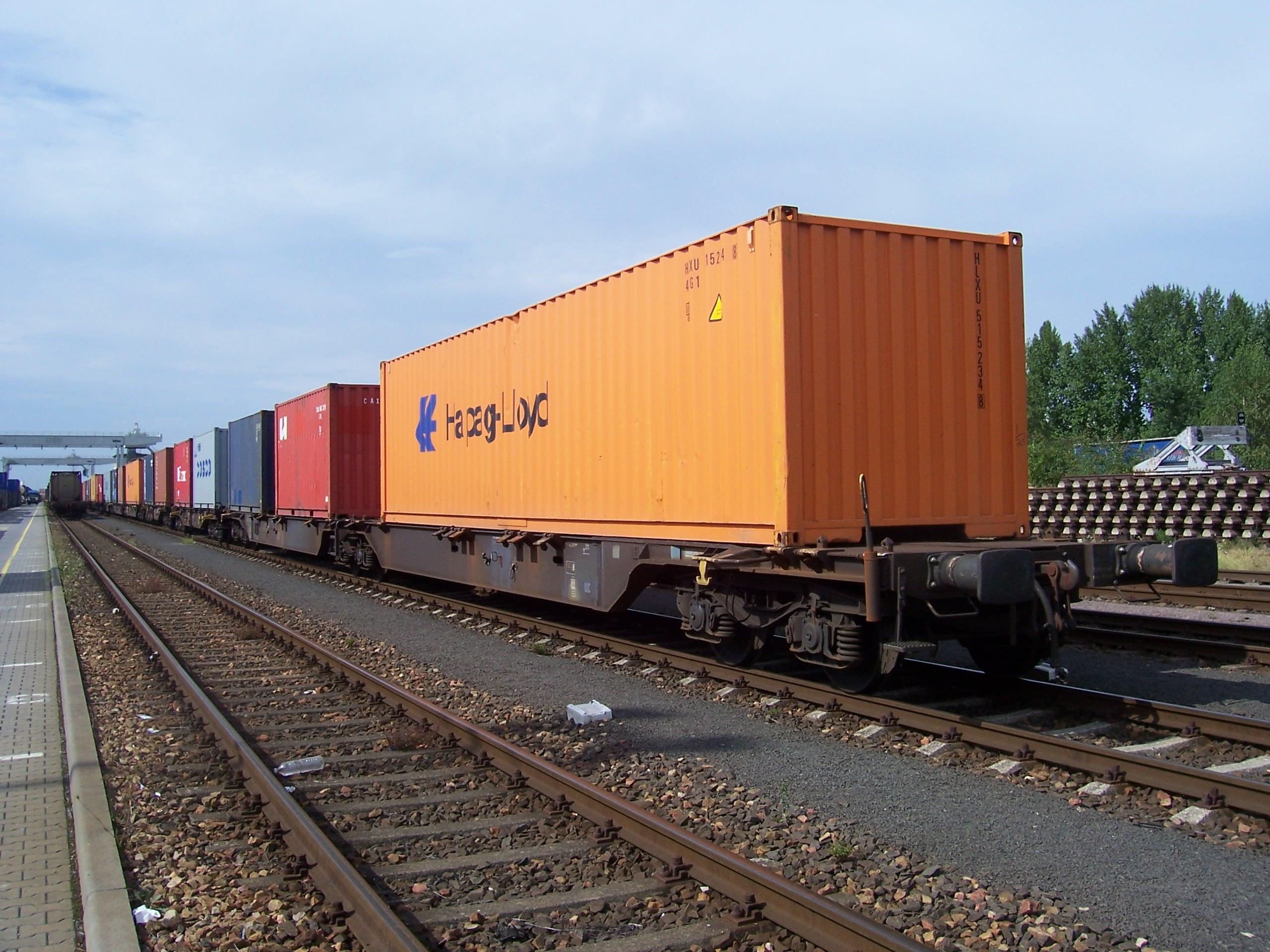
Saggrss Sechsachsiger Gelenkwagen
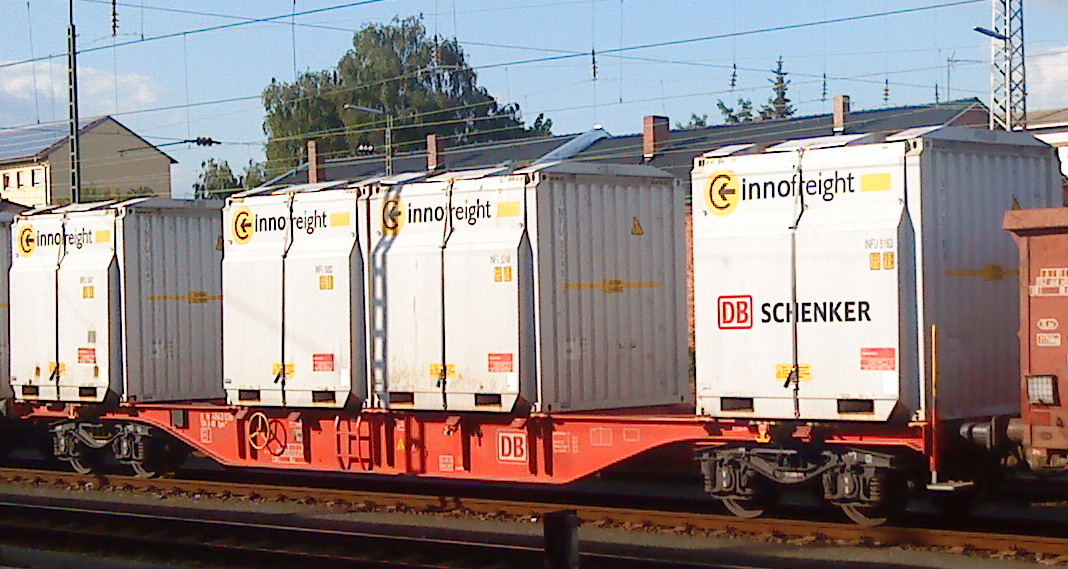
Vierachsiger Tragwagen für ISO-Container (Sgns481 der DB)

##### Tragwagen für ISO-Container und Wechselbehälter
Diese Wagen mit dem Gattungszeichen Sg… sind die häufigsten im kombinierten Verkehr. Durch klappbare Tragzapfen sind sie für die Aufnahme verschiedener Transportsysteme nutzbar. Ein Teil der Fahrzeuge ist mit Langhubstoßdämpfern (Kennbuchstabe j) als spezielle Ladeschutzeinrichtung ausgerüstet.
- Wagen mit einer Ladelänge von wenigstens 18,4 m (Bauart 2 nach UIC-Norm 571-4) nehmen ISO-Container mit einer Gesamtlänge von 60 Fuß auf, die meisten können wahlweise auch für den Transport von Wechselbehältern genutzt werden. Die Deutsche Bahn erweiterte ihren Wagenbestand ab 2007 um 615 Wagen der Wagengattung Sgns (Lieferung bis März 2009) mit der Option auf 600 weitere Wagen (Lieferung bis 2010).
- Auf Tragwagen mit einer Ladelänge von wenigstens 14,5 m (Bauart 1 nach UIC-Norm 571-4) finden ein A-Wechselbehälter, bis zu zwei C-Wechselbehälter oder ein ISO-Container mit einer entsprechenden Gesamtlänge Platz.
- Für die Beförderung von High-Cube-Wechselbehältern und ISO-Containern mit 3 m Innenhöhe stehen seit den 1990er Jahren auch Wagen mit besonders tiefliegender Ladefläche und einer Ladelänge von 15,89 m zur Verfügung.
- Zweiteilige Gelenk-Tragwagen mit 2 × 16,1 m Ladelänge können mit Wechselbehältern oder ISO-Containern mit einer Gesamtlänge von 80 Fuß (Kennbuchstaben gg und r) beladen werden.

Der Einsatz der Känguru- und Wippenwagen blieb, obgleich sie einen horizontalen Umschlag ohne Krananlagen ermöglichten, auf Einzelanwendungen in den 1960er bis 1980er Jahren beschränkt, da zu dieser Zeit die Anlagen für den Wechselbehälter-Umschlag in Westeuropa bereits flächendeckend zur Verfügung standen.
Der als Gütertriebwagen für den Transport von ISO-Containern konzipierte CargoSprinter kam über einen Testbetrieb nicht hinaus.

##### ACTS-Tragwagen
Diese Wagen sind als Teil des Abrollcontainer-Transportsystems (ACTS) speziell für den Transport von Abrollbehältern geeignet. Die von der UIC standardisierten Tragwagen sind für den horizontalem Umschlag der nach UIC-Merkblatt 591 genormten Abrollbehälter mit drei Drehrahmen ausgestattet. Diese lassen sich beidseitig ausdrehen, um die Behälter zwischen Tragwagen und Lkw umschlagen zu können. Für die Fahrt werden die Drehrahmen in der Mittelstellung verriegelt. Die wichtigsten Maße eines solchen standardisierten Tragwagens sind in der folgenden Tabelle wiedergegeben.
|                         | UIC 571-4: Güterwagen für den kombinierten Verkehr            |
| Wagenart                | Tragwagen für Transportbehälter für den horizontalen Umschlag |
| Bauart                  | Bauart 1 vierachsig                                           |
| Gattung                 | Slps, Slps-x                                                  |
| ----------------------- | ------------------------------------------------------------- |
| Drehzapfenabstand       | 14,86 m                                                       |
| Länge über Puffer, max. | 19,99 m                                                       |
| Länge des Untergestells | 18,66 m                                                       |
| Anzahl Drehrahmen       | 3                                                             |
| Eigenmasse, max.        | 27,0 t                                                        |

ACTS-Tragwagen sind besonders in der Schweiz und den Niederlanden verbreitet. Die österreichischen und Schweizer Wagen tragen den nationalen Kennbuchstaben x.

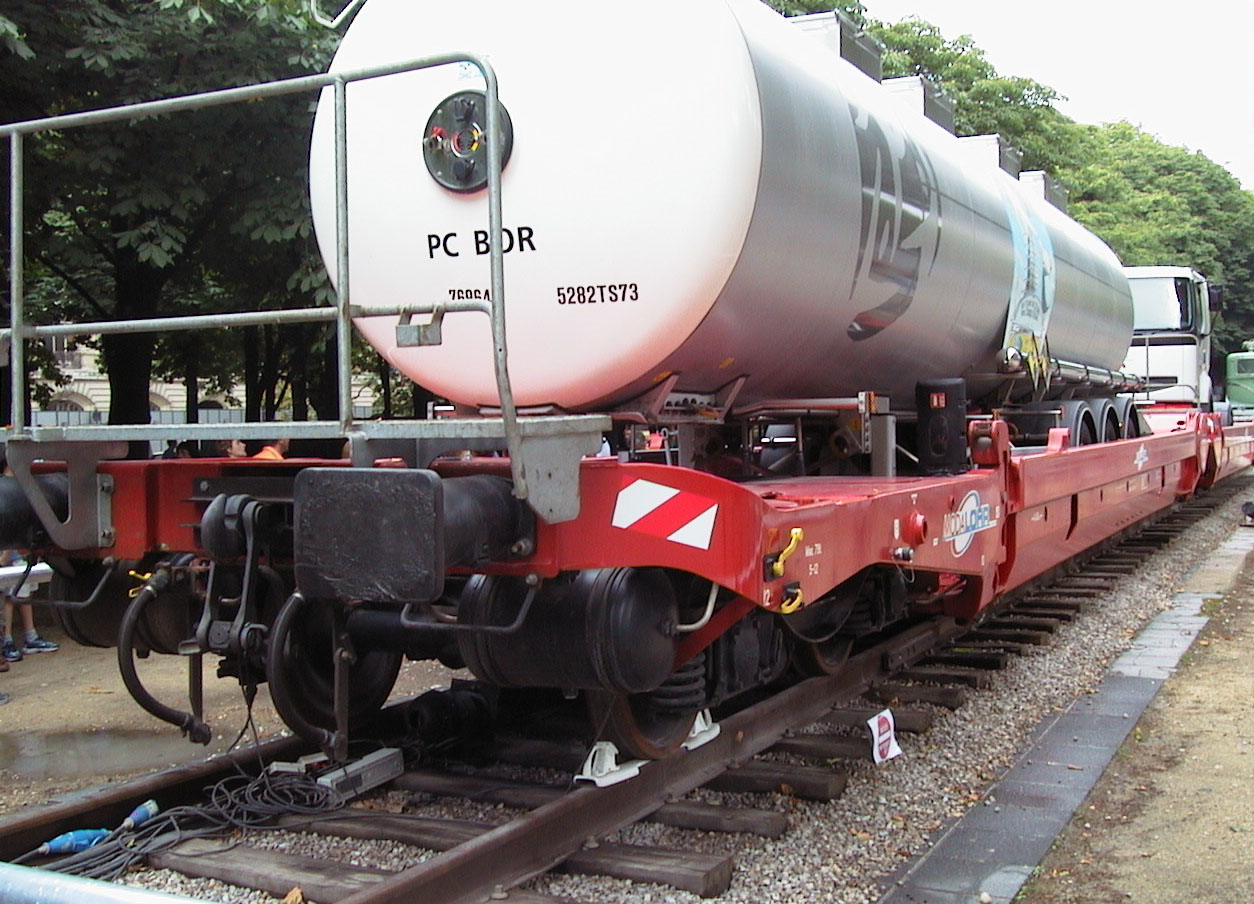
Vierachsiger Taschenwagen

##### Tragwagen für Straßenfahrzeuge
Tragwagen für Straßenfahrzeuge (Gattung S…d…) sind weniger verbreitet, da diese Art des kombinierten Verkehrs nur auf bestimmten Routen effizient ist.
- CargoBeamer: Dieser neu entwickelte Wagentyp (TSI-Konformität seit 8/2010) dient dem Transport von Sattelaufliegern, welche mittels einer Wanne (namens Waggonaufsatz) automatisiert und parallel auf den Eisenbahnwagen gezogen werden.
- Niederflurwagen für die Rollende Landstraße (Gattung Saad…) sind für die Beladung mit ganzen Sattelzügen einschließlich Zugmaschine geeignet. Die dafür benötigte tiefe Ladeebene wird durch besonders kleine Raddurchmesser in den jeweils vierachsigen Drehgestellen erreicht. Dies macht die Wagen verhältnismäßig teuer in Bau und Unterhalt.
- Taschenwagen (Gattung Sd[g]…) dienen speziell dem Transport von Sattelaufliegern. Sie lassen sich aber meist wahlweise auch mit ISO-Containern oder Wechselbehältern beladen, wodurch Leerfahrten vermieden werden können.

#### S-Wagen für spezielle Zwecke

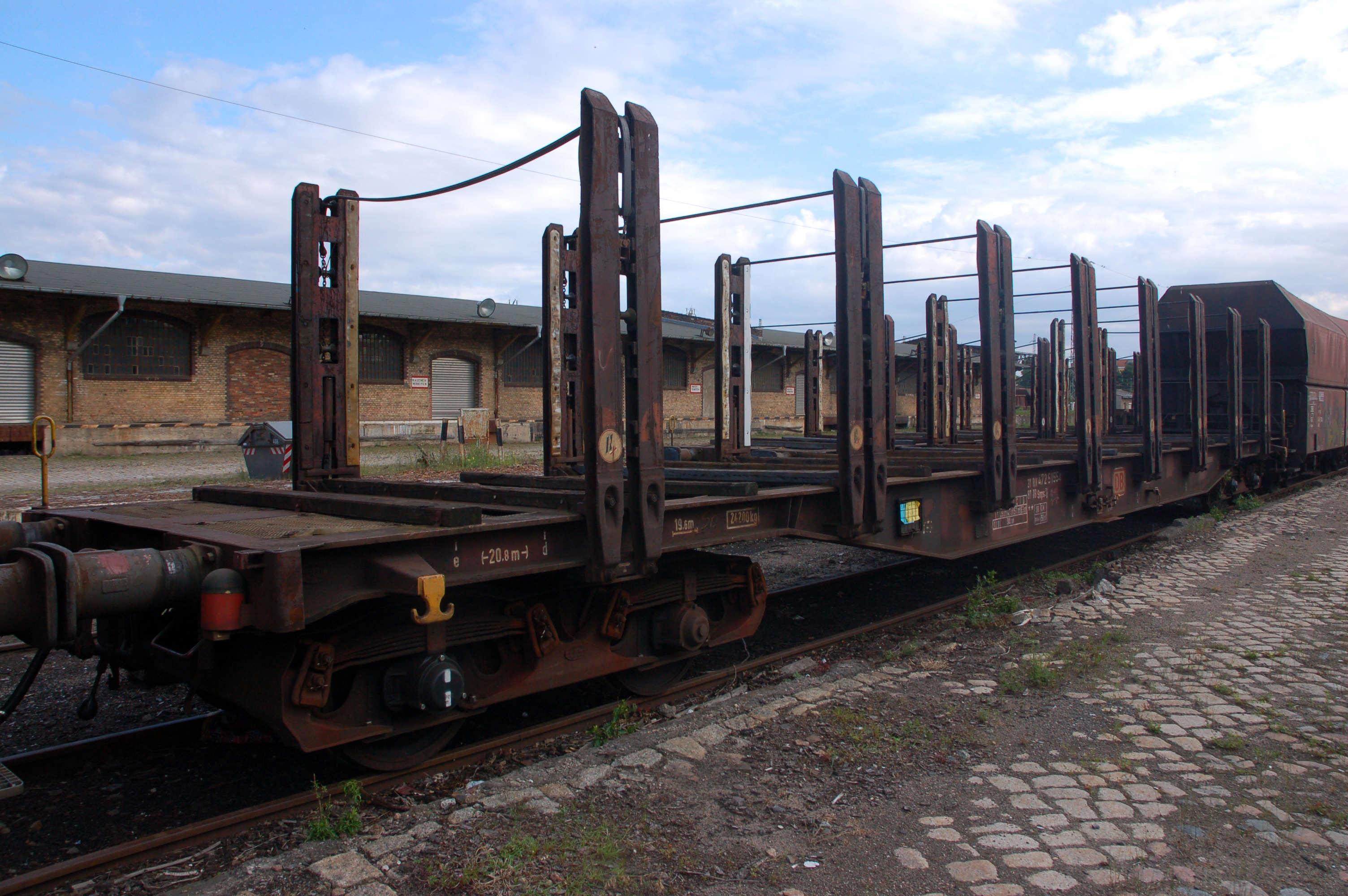
Spezialwagen mit starken Doppelrungen für den Holztransport (Snps^{719} der DB)

Für den Transport von Rundholz stehen vierachsige Wagen ohne befahrbaren Wagenboden mit festen, hohen Rungen zur Verfügung (Gattung Snps).
Gleisjochtransportwagen mit ebenem Wagenboden, die teilweise über spezielle Ausstattung zum Einsatz in Gleisbauzügen verfügen, sind zumeist als Dienstgüterwagen eingestellt.
Unter Umständen sind auch Kübelwagen nicht als offene Güterwagen eingeordnet, sondern der Wagengattung S zugeteilt.
Spreizhaubenwagen (Sins, Sfins) sind mit Schiebewandwagen verwandt und wie diese für witterungsempfindliche Ladegüter vorgesehen, haben jedoch kein festes Dach. Die Schiebewände sind im oberen Teil nach innen gekrümmt und mit einem Gelenk verbunden, so können die Wände aufgespreizt (daher der Name) und verschoben werden, damit wird eine Wagenhälfte komplett freigelegt und kann sowohl von der Seite per Gabelstapler als auch von oben per Kran be- und entladen werden.
Flachwagen mit Ladegerüst sind spezielle Flachwagen für den Transport von überbreiten Ladungen, wie beispielsweise Großblechen in Schrägstellung, weshalb diese Wagen auch Schrägladewagen genannt werden. Durch die Schrägstellung wird das Lademaß nicht überschritten. Als Ladegerüst dient dabei eine hydraulisch schwenkbare Plattform. Bei der DB Cargo kommen seit Ende 2000 Wagen der Gattung Slps-u zum Transport von bis zu 5500 mm breiten Blechen (ohne Lademaßüberschreitung bis zu einer Breite von 3970 mm) zum Einsatz. Eine spezielle Variante dieser Wagen sind Weichentransportwagen.

### Gattungsübergreifende Bezeichnungen von Flachwagen nach ihrem Verwendungszweck

#### Containertragwagen

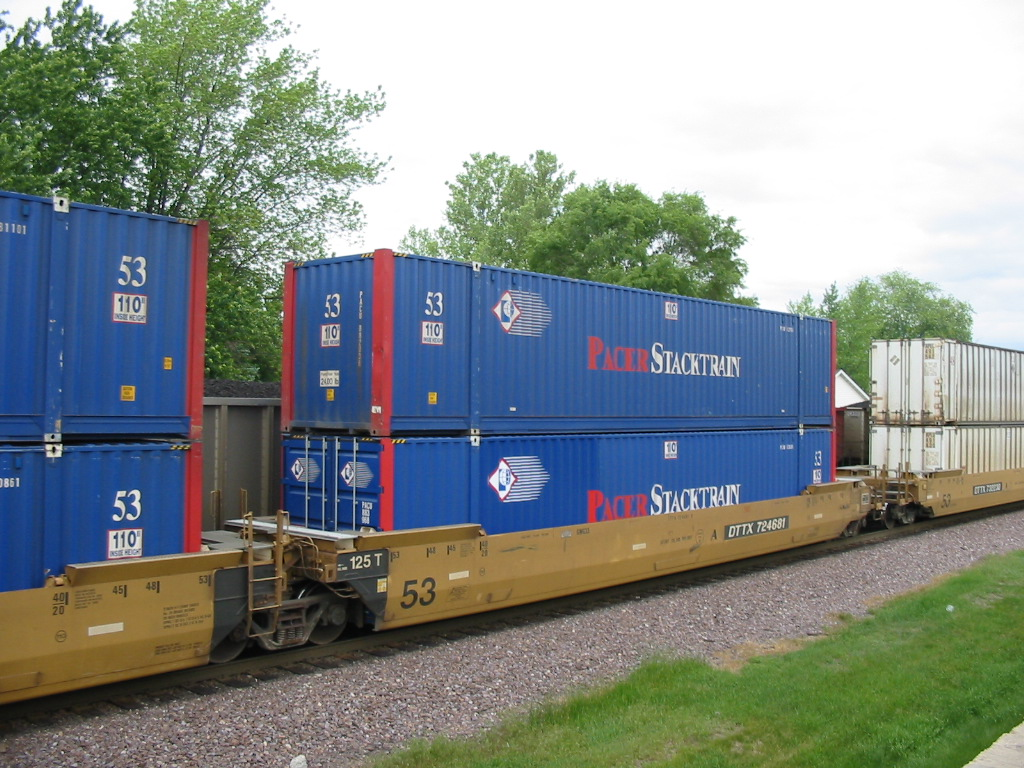
Doppelstock-Containertragwagen in den USA

Containertragwagen sind speziell zum Transport von Containern mit Befestigungsvorrichtungen ausgerüstete Flachwagen. Sie gehören je nach Bauform zu den Gattungen L, R oder S. Wagen der Gattung K wurden kaum benutzt, da auf ihnen bereits ein 8 Fuß (2,591 m) hoher ISO-Container die europäische Fahrzeugbegrenzungslinie überragt. Das Vorhandensein der Containerzapfen wird stets durch den Kennbuchstaben g angezeigt. Lediglich Wagen, die nur zusätzlich für den Containertransport eingerichtet sind und einen befahrbaren Wagenboden haben, werden als Regelbauart eingestuft. Wagen, die ausschließlich dem Containertransport dienen, zählen zu den Sonderbauarten. Bei diesen liegen die Profile des Wagenuntergestells offen und ruht der Container nur auf den Trägern und den Aufsetzzapfen.
Die meisten Containertragwagen sind für die standardisierten 20- und 40-Fuß-Container ausgelegt. Zweiachsige Wagen dieser Art können zwei 20-Fuß- oder einen 40-Fuß-Container transportieren; vierachsige Wagen können maximal zwei 40-Fuß-Container aufnehmen.
In den USA und Kanada sind aufgrund des großen nordamerikanischen Lichtraumprofils und der hohen zulässigen Achslasten Doppelstock-Containertragwagen anzutreffen, auf denen je nach Länge zwei 40- bis 53-Fuß-Container, aber auch Kombinationen mit bis zu vier 20-Fuß-Containern übereinander Platz finden (sogenannte double-stack cars). Dabei handelt es sich meist um mehrteilige Einheiten mit Jakobs-Drehgestellen.

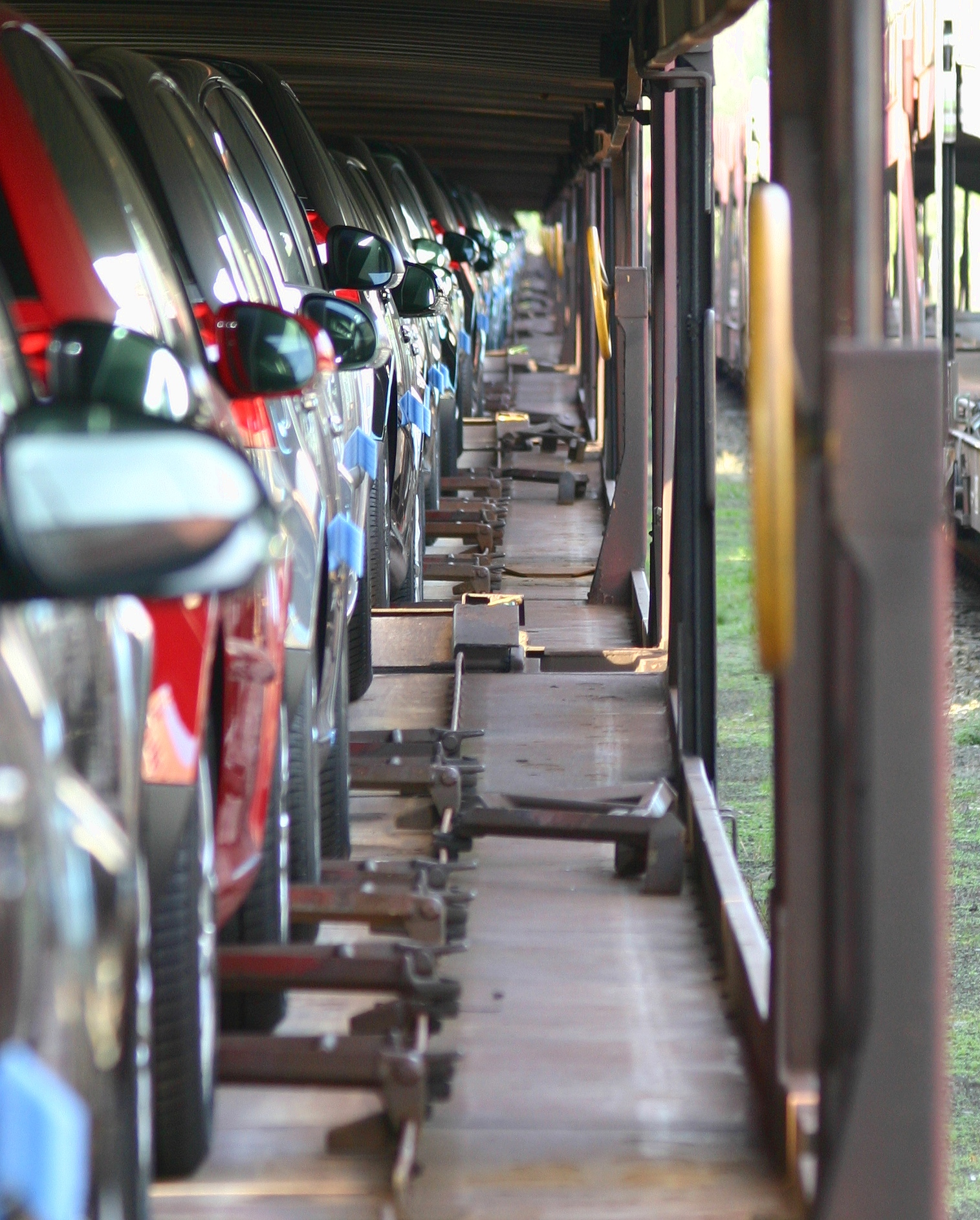
Die Autos werden auf den Wagen mit Radvorlegern an den Reifen befestigt

#### Autotransportwagen
Autotransportwagen dienen überwiegend zur Auslieferung fabrikneuer PKW und Kleintransporter zu den Abnehmern.
Da Autos ein relativ leichtes Transportgut sind, haben europäische Autotransportwagen zwei Ladeebenen und benötigen auch trotz ihrer großen Länge meist nur drei Achsen. Dabei liegt die mittlere Achse auf einem Drehschemel auf, und die Wagen besitzen in der Mitte ein Gelenk. Die Autos können über dem Gelenk stehend verladen werden. Diese Wagen sind in der Regel offen und zählen somit zu den Flachwagen der Gattung L (s. o.).
Vor deren Entwicklung wurden zweiachsige offene Standardgüterwagen mit einer zweiten Ladeebene versehen, die Stirnwände entfernt und je zwei Wagen fest gekuppelt und so als Autotransporter verwendet. In den 1950er Jahren reichte in der Bundesrepublik ihre Kapazität für den Transport des VW Käfers nicht mehr aus. Deshalb arbeiteten Ingenieure von Volkswagen mit der Bundesbahn zusammen, um einen extra langen Wagen für den Transport der fabrikneuen Fahrzeuge zu entwickeln. Das Ergebnis war ein Wagen, der zehn Autos aufnehmen konnte und diese ab 1958 von den Fabriken in die Exporthäfen transportierte.
In Nordamerika werden für den Kraftfahrzeugtransport dagegen überwiegend vierachsige, geschlossene und nicht fest miteinander verbundene Wagen verwendet.
Die in Autoreisezügen eingesetzten Autoreisezugwagen zählen trotz ihrer ähnlichen Bauform nicht als Güter-, sondern als Gepäck- und damit Reisezugwagen. Neben der Laufwerksauslegung und Bremsausrüstung für höhere Geschwindigkeiten unterscheiden sie sich von Güterwagen zusätzlich durch die Ausrüstung mit Durchgangsleitungen für die Zugsammelschiene, UIC-Leitung und ep-Leitung. Der Unterschied ist an der Ausführung und Anordnung der Beschriftung erkennbar. In der Vergangenheit wurden auch baugleiche Wagen unterschiedlich eingeordnet.

## Historische deutsche Einteilung

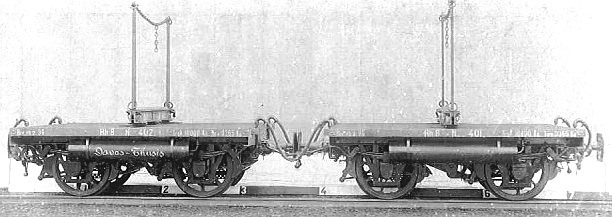
Drehschemelwagenpaar der Rhätischen Bahn

### Drehschemelwagen
- Gattungszeichen: H
- Gattungsbezirk: Regensburg
- UIC-Gattungszeichnen: Lc…

Drehschemelwagen hatten über einem zweiachsigen Fahrwerk eine drehbar angebrachte Plattform (Schemel) und wurden meist paarweise zum Transport von Langholz (deshalb oft auch Langholzwagen genannt) oder Langschienen eingesetzt. Im paarweise vollzogenen Einsatz konnten die Wagen je nach Länge des Ladeguts entweder „kurz“ oder über spezielle Kuppelstangen „lang“ gekuppelt werden. Darüber hinaus verfügten viele Wagen über Zinken auf den Schemeln, wodurch beim Transport von Langholz ganz auf das Kuppeln verzichtet werden konnte. Viele Typen waren zusätzlich mit mehreren seitlichen Rungen ausgestattet, wodurch sie auch als Einzelwagen Verwendung fanden.
Die letzten normalspurigen Drehschemelwagen wurden im Deutschen Reich zum Ende der 1920er-Jahre hergestellt. In späteren Jahren entfernte man oftmals die Wendeschemel und setzte die Wagen als Arbeitswagen ein. Bei der Deutschen Reichsbahn entstanden so die ersten Autotransportwagen (Autopendel). Die Deutsche Bundesbahn stellte die letzten Drehschemelwagen 1974 ab. Bei einigen Schmalspurbahnen und insbesondere Waldbahnen kann man heute noch Drehschemelwagen im Einsatz antreffen.

### Rungenwagen
- Gattungszeichen ab 1914: R
- Gattungsbezirk: Stuttgart und Ulm

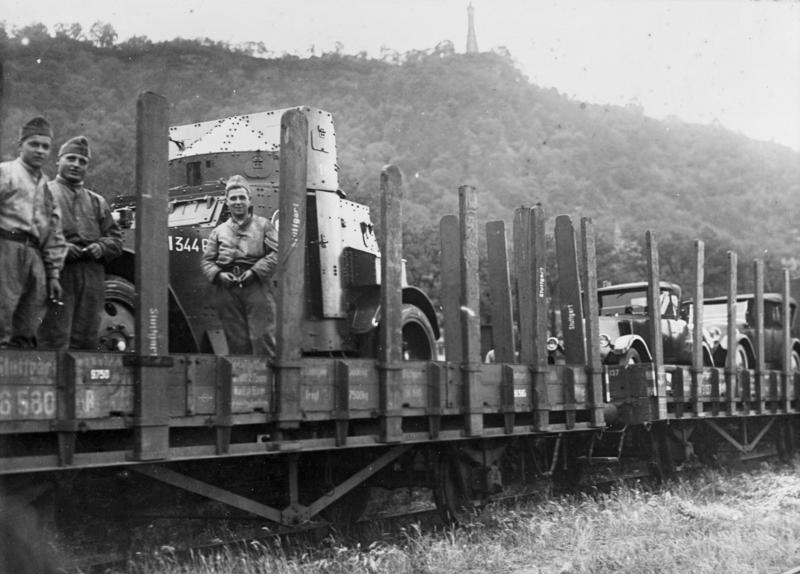
Rungenwagen der Verbandsbauart

- UIC-Gattungszeichnen: Kb… (mit Rungen), Kl… (ohne Rungen)

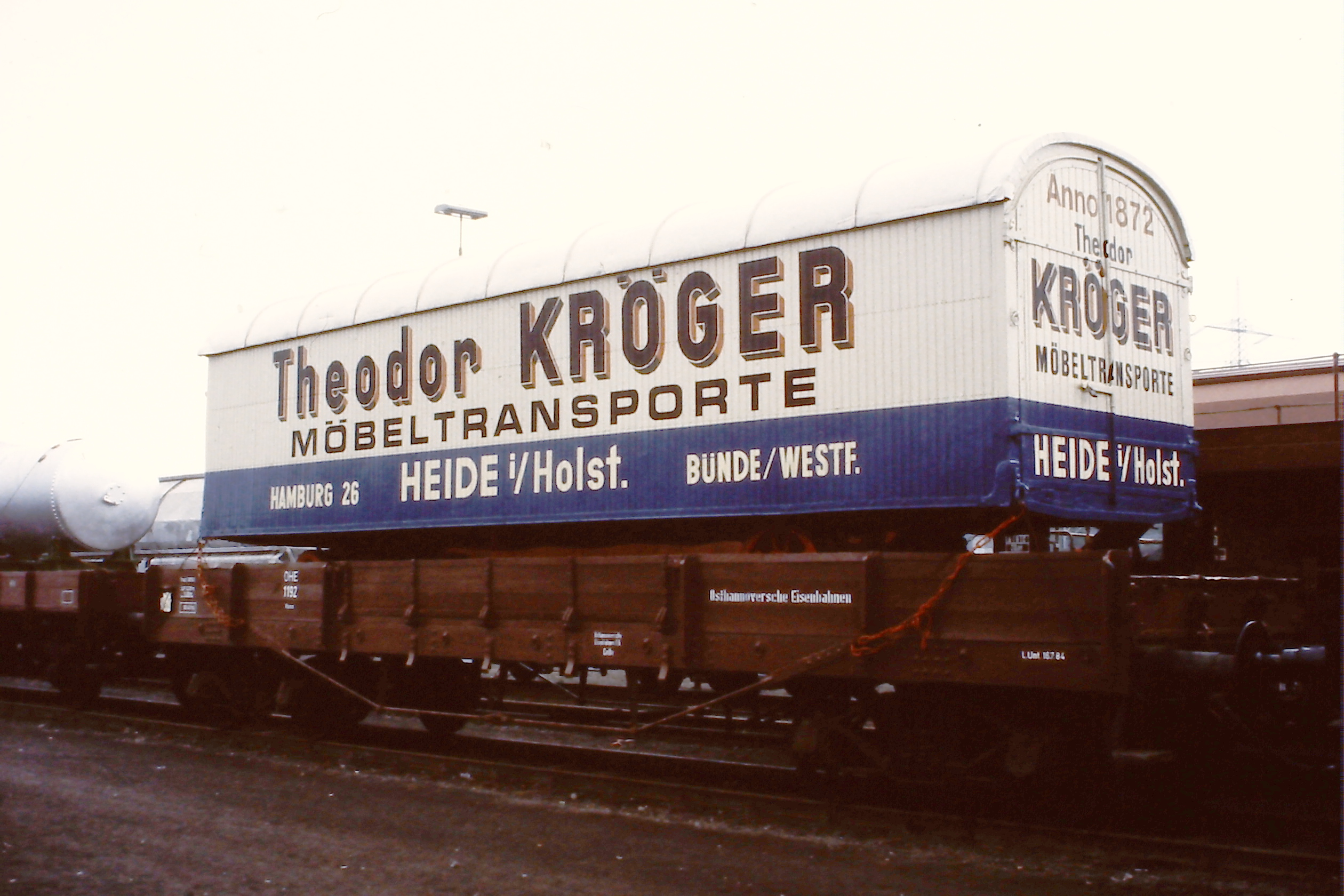
Rlkmm 1192 der Osthannoverschen Eisenbahnen (OHE)

Rungenwagen sind Flachwagen mit langen hölzernen, später stählernen Rungen, die rundherum an den Seiten des Wagens nach oben zeigend eingesteckt sind, um die Ladung gegen ein Herunterrutschen abzusichern. Gegebenenfalls können an den Rungen oder am Wagengestell Planen oder Seile befestigt werden, um die Ladung zusätzlich zu sichern. Da die Rungen eingesteckt werden, bezeichnet man sie als Steckrungen.
Der Begriff Rungenwagen wurde in Deutschland ab 1911 geprägt (Deutscher Staatsbahnwagenverband), als alle Wagen der Gattungen Sl, Sml, Ol und Oml „mit mindestens 10 m Länge und hohen hölzernen Rungen“ das zusätzliche Nebengattungszeichen Ru erhielten. Ab 1914 wurde dann für diese zweiachsigen Wagen „mit mindestens 9,9 m Länge der Ladefläche mit oder ohne Seitenwände und mit langen hölzernen Rungen“ die neue Hauptgattung R eingeführt. Rungenwagen mit dieser Ladelänge wurden bis kurz nach dem Zweiten Weltkrieg gebaut. In den 1950er Jahren wurden von der Deutschen Bundesbahn noch Rungenwagen mit Steckrungen in UIC-Abmessungen beschafft.

### Schienenwagen
- Gattungszeichen: S und SS
- Gattungsbezirke: Augsburg (zweiachsig), Köln (vierachsig)
- UIC-Gattungszeichnen: K (zweiachsig), R (vierachsig)

Die Schienenwagen stellen die Urform des Flachwagens dar; sie existierten oft schon während des Bahnbaus. Die Ladelängen orientierten sich ursprünglich an der Länge einer Eisenbahnschiene, daher auch der Name. In der Regel hatten sie kurze eiserne Rungen und aushebbare maximal 40 cm hohe Stirnwände. Üblicherweise sind auf dem Holzfußboden mehrere Ladeschwellen querliegend fest angebracht, wodurch die Wagen zum Transport von Fahrzeugen weitgehend untauglich sind.
Aus ihnen wurden mehrere andere Wagenarten abgeleitet. Zahlenmäßig am bedeutendsten waren dabei die Rungenwagen, deren stetige Verbesserung schließlich ab 1940 den Neubau zweiachsiger Schienenwagen überflüssig machte. Auch Tiefladewagen, Schwerlastwagen und Behälter-Tragwagen stellen Varianten der Schienenwagen dar. Im Laufe der Jahrzehnte wurden so die gewöhnlichen Schienenwagen von den anderen, spezialisierteren Flachwagen abgelöst.

### Tiefladewagen
- Gattungszeichen ab 1924: St und SSt
- Gattungsbezirk: Köln
- UIC-Gattungszeichnen: U…i…

Die Tiefladewagen gehören seit Einführung der UIC-Klassifizierung zu den Sonderwagen (Güterwagen der Gattung U). Sie sind für den Großraum- und Schwertransport von Gütern, die auf normalen Güterwagen das Lademaß nicht einhalten würden, konstruiert worden.

### Schwerlastwagen
- Gattungszeichen: SSy
- Gattungsbezirk: Köln
- UIC-Gattungszeichnen: R… (vierachsig), S… (sechsachsig)

Der Begriff Schwerlastwagen wird heute nur noch umgangssprachlich gebraucht, da er in der internationalen Klassifikation der Güterwagen nach UIC keine Entsprechung mehr findet. Gemeinhin versteht man darunter einen relativ kurzen Drehgestellflachwagen mit ebenem Wagenboden zum Transport von schweren Lasten wie Maschinen, Panzern oder Brammen.
Die ab 1942 gebauten deutschen Schwerlastwagen wurden bis zur Einführung der UIC-Kennzeichnung 1968 durch die Nebengattungszeichen y und ym nach Ladegewicht, Ladelänge und sonstigen Einrichtungen eingeteilt. Im Wesentlichen handelte es sich dabei um die für den Panzertransport entwickelten vierachsigen Wagen der Wagengattung SSy Köln (50 t Ladegewicht, Ladelänge 8800/9500 mm, mit versenkbarem Bühnengeländer) und die sechsachsigen Wagen der Wagengattung SSyms Köln (80 t Ladegewicht, 11200/11900 mm Ladelänge) sowie deren Nachfolgebauarten.

### Behälter-Tragwagen
- Gruppenzeichen ab 1949: BT

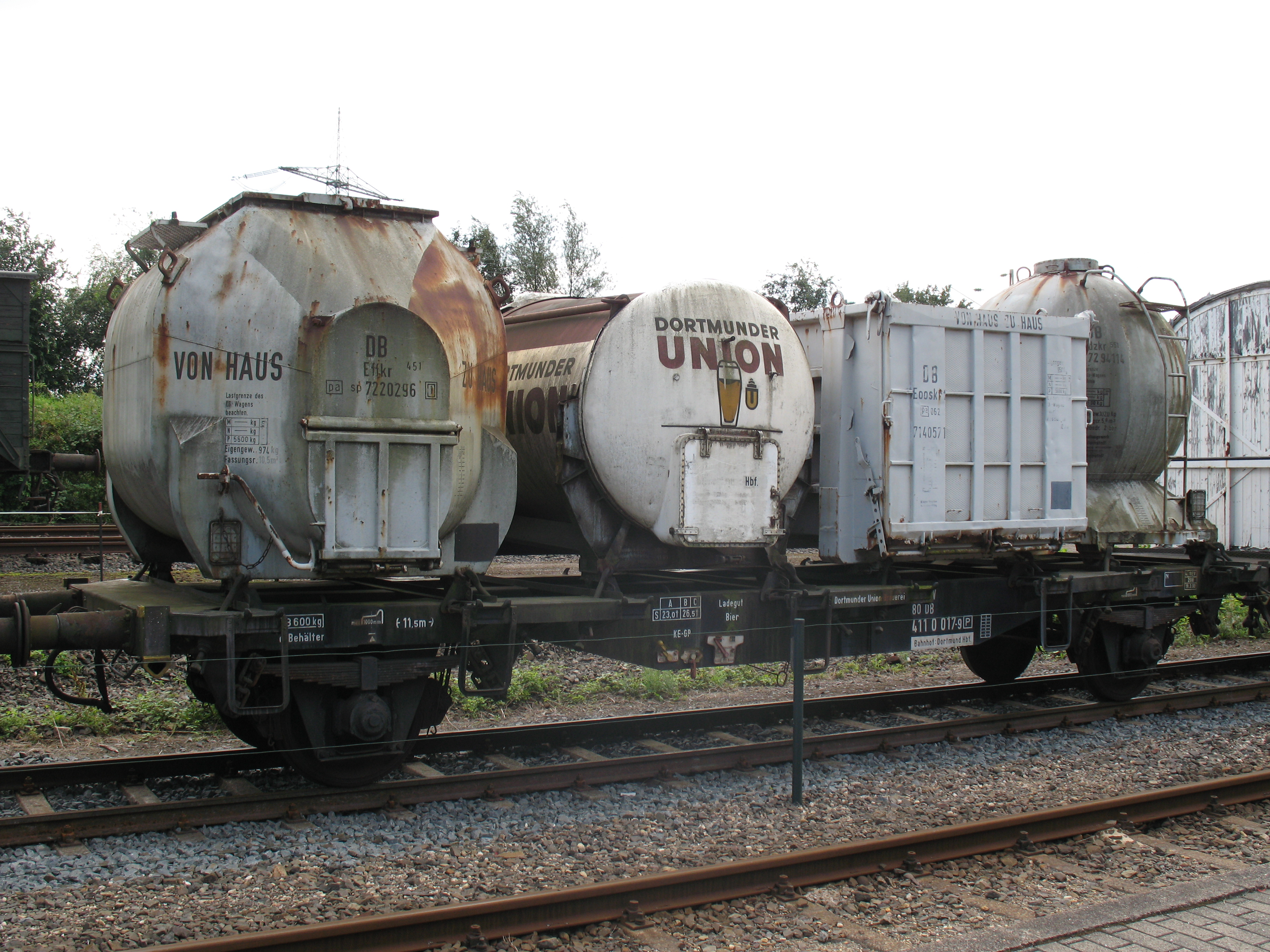
Tragwagen mit vier verschiedenen Großbehältern

- Gattungsbezirk: Offenbach (bis 1951)
- UIC-Gattungszeichnen: Lb…

Im nicht-begleiteten intermodalen Verkehr, auch Behälterverkehr genannt, werden nur Behältnisse ohne Motorfahrzeuge verladen. Für diesen „Von-Haus-zu-Haus“-Transport über Schiene und Straße mit Großbehältern wurde bereits von der Deutschen Reichsbahn in den 1930er Jahren begonnen, damals noch mit umgebauten Güterwagen-Untergestellen verschiedener Bauarten. Im „Von-Haus-zu-Haus“-Verkehr der DR waren schon verschiedene genormte Klein- und Großbehälter im Einsatz, in denen flüssige oder feste Güter transportiert werden konnten. Der wahrscheinlich erste Behältertragwagen in Deutschland war der 1924 auf der Eisenbahntechnischen Ausstellung in Seddin vorgestellte „Kesselwagen mit abnehmbaren Kesseln“ für die Meierei Bolle A.G. in Berlin. Dieser von der Friedrich Krupp AG gebaute Flachwagen hatte vier rollbare Kessel.
Nach dem Zweiten Weltkrieg bauten beide deutsche Eisenbahnverwaltungen, die Deutsche Bundesbahn und die Deutsche Reichsbahn, diesen kombinierten Verkehr weiter aus. Dafür wurden Güterwagen mit Vorrichtungen zur Aufnahme von genormten Behältern umgebaut bzw. später neue konstruiert. Diese neuen Wagen waren die „Großbehälter-Tragwagen“, auch Behälter-Tragwagen (BT-Wagen) genannt.
Die ersten Großbehälter-Tragwagen waren die 1949 aus zweiachsigen gedeckten Güterwagen gebauten „BT 10“ sowie die aus offenen Güterwagen gebauten „BT 30“. Diese Wagen waren für drei Großbehälter ausgelegt. Der erste neugebaute Behältertragwagen der Bundesbahn war der „BTs 50“ (Lbs 578) für drei Großbehälter, danach folgte der „BTmms 51“ (Laabs 588) für sechs Behälter. Allerdings handelt es sich bei dem „BTmms 51“ um zwei verbundene BTs 50. Der „BTms 55“ (Lbs 584), ab 1955 gebaut, war der erste Wagen für vier Großbehälter und auch der meistgebaute mit ca. 2438 Stück. Der erste Wagen für fünf Großbehälter war der neu entwickelte „BTmms 58“ (Lbs 589) von 1959. Hiervon wurden bis 1966 2100 Stück gebaut. Die letzte Entwicklung der Deutschen Bundesbahn war der Lbgjs598, der zwischen 1966 und 1971 gebaut wurde. Diese Wagen waren auch für den Transport von Containern eingerichtet, nach Ausbau der Einrichtungen für den Transport von Großbehältern ab 1983 wurden sie zu reinen Containertragwagen.
Ab 1964 erhielten die Behältertragwagen die UIC-Kennzeichnung und daher den Gattungsbuchstaben L. So wurde beispielsweise aus einem „BT 10“ ein „Lb 576“, und aus dem pa-Behälter wurde ein Mittelcontainer. Die pa-Behälter wurden bei der Deutschen Bundesbahn von spezialen Sattelaufliegern der Firma Ackermann oder der Firma „v. Lienen“ sowie mit Anhängern der „AG-Weser“ transportiert. Mit dem verstärkten Aufkommen der ISO-Container ab 1966 ging der pa-Behälter-Verkehr zurück.